# First Nations

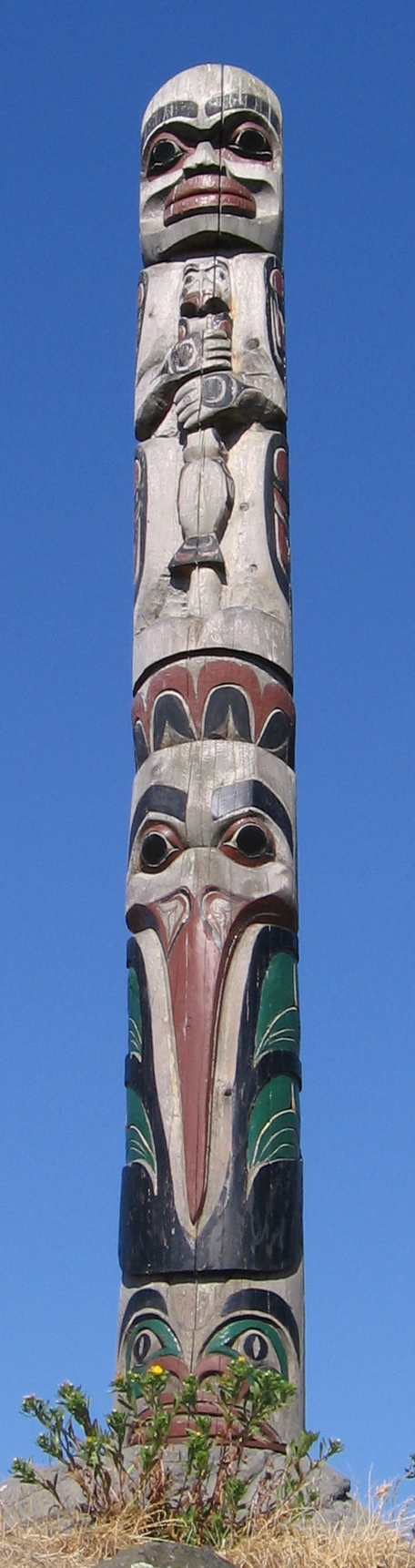
Totempfahl in Victoria (British Columbia)

Als First Nations (französisch Premières Nations, deutsch Erste Nationen) werden über 600 verschiedene indigene Völker in Kanada bezeichnet, ausgenommen die Métis (Nachkommen von Cree und Europäern) und die im Norden lebenden Inuit. Sollen diese ebenfalls eingeschlossen werden, werden gelegentlich die Begriffe First Peoples und Premiers Peuples (Erste Völker) oder Aboriginal Peoples und Peuples aborigènes (Ureinwohnervölker) gebraucht; in den letzten Jahren spricht man häufiger von Autochthon Peoples und Peuples autochtones in beiden Hauptsprachen Kanadas. Im deutschen Sprachraum werden die First Nations zu den Indianern Nordamerikas gerechnet.
Häufig wird mit dem Begriff First Nations keine ethnische Zuordnung vorgenommen, sondern eine politische, was manchmal dazu führt, dass damit die Regierung der jeweiligen Ethnie gemeint ist. Auch werden damit gelegentlich Individuen bezeichnet – in der Form First Nations People –, doch ist die Bezeichnung Indianer hier viel häufiger anzutreffen. Allerdings ist die Bezeichnung Indian / American Indian im englischsprachigen Amerika umstritten, im Gegensatz zum deutschen Wort.
Der Begriff First Nations tauchte wohl Anfang der 1980er Jahre erstmals auf. Damit wurde ein Begriff geschaffen, der sich von dem in Kanada ebenfalls gebräuchlichen Begriff Indian Tribe oder Band erheblich unterscheidet. Das gilt allerdings weniger für den Gebrauch im Alltag als für den juristischen und den politischen Bereich. Eine Nation kann sich auf das Völkerrecht berufen, das häufig als „internationales Recht“ bezeichnet wird, eine ethnische Gruppe nur auf Minderheitenschutz.
Von den rund 700.000 Menschen, die sich als Indianer verstehen, zählen etwa 565.000 zu den 617 vom Staat anerkannten Stämmen (Stand: Anfang 2014), von denen allein fast 200 in British Columbia leben. Nur sie gelten im Sinne des zuständigen Ministeriums, des Department of Indigenous and Northern Affairs, juristisch als Indians. Etwa 133.000 gehören keinem Stamm an, gehören also ebenso zu den First Nations und sind dennoch im juristischen Sinne keine Indianer. Der Staat bestimmt also, ob eine Gruppe einen Stamm darstellt und ob ein Angehöriger einer First Nation ein Indianer ist. Dieser Definitionsgewalt setzt der Begriff der First Nations das Bestimmungsrecht der Ureinwohner entgegen. Zudem ist der staatliche Gebrauch außerhalb der Rechtssphäre unpräzise.
In jüngster Zeit werden die Indianer in den USA, die als American Indians oder Native Americans, in Alaska als Alaska Natives, manchmal als Locals bezeichnet werden, analog zu First Nations als First Americans bezeichnet.

## Überblick
Die indigenen Kulturen lassen sich in Kanada in fünf Kulturareale unterteilen, die sehr unterschiedliche klimatische und ökologische Bedingungen aufweisen. Diese erforderten Anpassungen, die die Kulturen bis heute prägen. Während im Norden und in den Graslandschaften des Zentrums lange nomadische Gruppen vorherrschten, waren dies im Westen und Osten sesshafte, zum Teil bäuerliche oder saisonal in bestimmten Gebieten wandernde Gruppen, bei denen Fischfang von großer Bedeutung war, bei einigen Gruppen auch Robbenjagd. Dazu kamen im Westen Walfänger. Diesen Lebensformen waren auch die Behausungen angepasst, von denen Tipi und Wigwam die bekanntesten sind, doch entwickelten sich an den Großen Seen und im Westen auch Großdörfer mit Langhäusern. Vielfach bestanden Stammeskonföderationen. Schamanen waren von großer Bedeutung.
Die um 1500 beginnende Phase der Handelskontakte mit Europäern ging nach 1600 in die koloniale Phase über, in der europäische Siedler zunehmend Land beanspruchten und in der viele Stämme durch Epidemien ausgelöscht wurden. Im 19. Jahrhundert entstanden zahlreiche Reservate und Kanada versuchte, die Indianer zu assimilieren, indem sie zu Bauern erzogen werden sollten. Bis in die 1970er Jahre besuchten fast alle Kinder internatartige Schulen, genannt Residential Schools, in denen sie ihre Sprache nicht gebrauchen durften. Erst ab 1960 durften auch die Indianer in den Reservaten erstmals an Wahlen auf Bundesebene teilnehmen, die letzten Internate wurden im Jahre 1996 aufgelöst.
Innerhalb der First Nations der Nordwestküste oder des Nordostens besteht vielfach das traditionelle, auf voreuropäische Wurzeln zurückgehende Herrschaftssystem mit einem erblichen Häuptlingstum fort, jedoch in Konkurrenz mit dem von Kanada initiierten System der gewählten Häuptlinge und ihrer Berater. Während die First Nations sich auf Verträge berufen und zunehmend quasi-staatliche Autorität in festen Territorien verlangen, betrachtet Kanadas Regierung die Indianer eher als Gruppen von Individuen, und einige Provinzen versuchen eine Privatisierung des Landes durchzusetzen, das bisher dem jeweiligen Stamm als Ganzes gehört.
Einige First Nations sind zu einem gewissen Wohlstand gekommen, viele leiden jedoch unter Armut und gravierenden sozialen Problemen. Das gilt vor allem für ländlich lebende Gruppen, deren natürliche Umgebung durch Rohstoffexploration (Uran, Ölschiefer, vor allem in Saskatchewan, Ontario, Québec und Alberta), Militärbasen (Cold Lake, Goose Bay) und Holzeinschlag (vor allem in British Columbia, aber auch in den anderen Provinzen) zerstört worden ist. Dennoch entwickeln sich überregionale Kultur- und Wirtschaftsbündnisse, die inzwischen auch weit entfernt lebende indigene Völker einschließen.
Dabei sind Bildung und Ausbildung von großer Bedeutung, und auch die Hochschulbildung kann seit 2003 an der First-Nations-Universität von Kanada in Saskatchewan absolviert werden. Viele der kleinen Sprachen sind vom Aussterben bedroht, doch bemühen sich die Stämme und einige staatliche Einrichtungen um ihren Erhalt. Die Sprache mit den meisten Sprechern ist das Cree.
Darüber hinaus leiden Indianer auch am systemischen Rassismus, der im kanadischen Justizsystem, bei der Polizei (Mounted Police RCMP), in den Gerichten und Gefängnissen vorhanden ist. Ein Indiz für den systemischen Rassismus bei der RCMP sei die Tatsache, dass 36 % der Todesschüsse, die durch „Mounties“ ausgeführt wurden, Angehörige indigener Gruppen trafen, obwohl Indianer und Inuit nur 4 % der Bevölkerung stellen.

## Begriff
In Kanada werden die Angehörigen der First Nations häufig als First Nations People bezeichnet. Dieser Begriff steht in Konkurrenz zum Begriff „Indianer“ (Indian), der in der Öffentlichkeit meist unscharf für alle Angehörigen der vom Staat anerkannten Indianerstämme (bands oder tribes), aber auch für all diejenigen benutzt wird, die sich selbst als Indianer betrachten oder die von anderen dieser Gruppe zugerechnet werden.
Rechtlich exakt definiert das Indianergesetz (Indian Act) seit 1876, wer ein Indianer ist. Um als Indianer staatlicherseits anerkannt zu werden, muss man einem der anerkannten Indianerstämme angehören. Dabei ist die Zugehörigkeit zu mehreren Stämmen nicht möglich, auch wenn die Eltern verschiedenen Stämmen angehörten; ausschlaggebend ist der Vater. Selbst in Regionen, in denen die ethnischen Gruppen ein ganz anderes Verständnis hatten und keine Stämme im europäischen Sinne kannten, wurde ihnen dieses Konzept, das auf genetischer Verwandtschaft basiert, aufgezwungen. Die Diskussion um die kartographische Festlegung der sogenannten traditionellen Stammesgebiete, die für Kompensationszahlungen und Vertragsverhandlungen größte Bedeutung hat, ist somit an Vorstellungen des 19. Jahrhunderts ausgerichtet. In vielen Regionen gab es jedoch keine ausschließlichen Rechte an einem bestimmten Stammesgebiet, wie die Euro-Kanadier oft meinen, sondern vielmehr sich überlappende Nutzungsrechte, die zudem oftmals an Haus- und Wohngruppen oder an Familien, Clans und Verwandtschaftslinien und auch an zyklische Wanderungen im Jahreslauf gebunden waren.

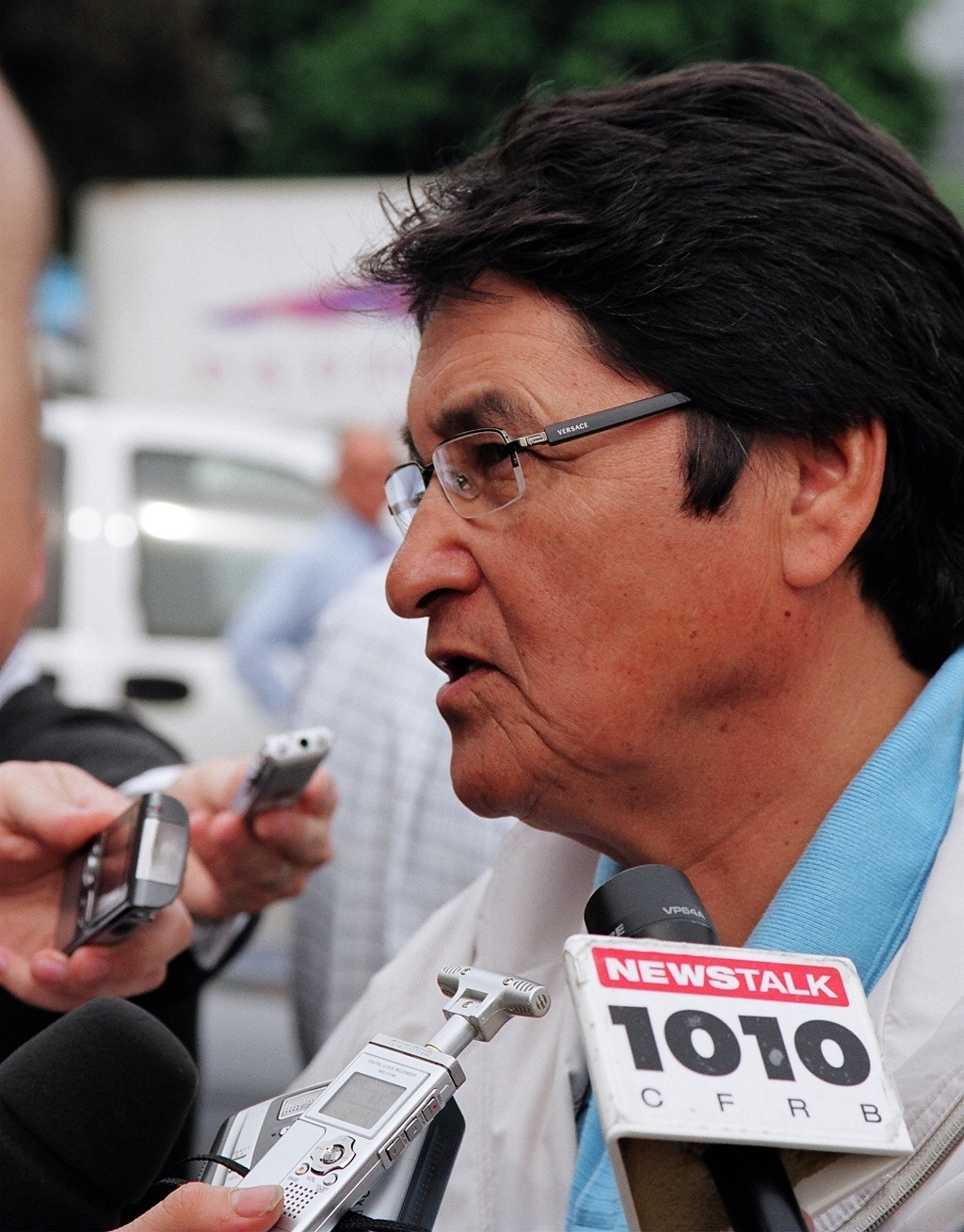
Ovide Mercredi, Chief of the Assembly of First Nations von 1991 bis 1997, die aus der National Indian Brotherhood hervorging

Der staatlichen Definitionsgewalt soll mit dem Begriff First Nation ein eigenes Verständnis entgegengesetzt werden. Dieses besteht darin, dass jeder Stamm selbst bestimmt, wer ihm angehören soll, und dass die Anerkennung als Stamm nicht von einer staatlichen Behörde abhängt. Somit gibt es zahlreiche First Nations, die nicht offiziell als Stämme gelten. Gleichzeitig wird der Charakter einer souveränen Nation mit allen Rechten und Pflichten stärker betont. Als nationales Repräsentationsorgan fungiert dementsprechend die Versammlung der First Nations. Aktuell sind rund 20 % der Angehörigen von anerkannten First Nations nicht als Indianer anerkannt. Eine Reihe von First Nations, wie die Kichesipirini in der Provinz Québec, ist wiederum nicht als Stamm (Tribe) anerkannt.
Der Begriff First Nations wurde erstmals 1982 bei der Benennung der Versammlung der First Nations offiziell benutzt. Als Selbstbezeichnung der meisten ethnischen Gruppen hat er inzwischen weitgehend den Begriff Band oder Indian Band abgelöst, so dass der Begriff auch im Singular gebräuchlich ist. Während der Begriff Tribe in den Vereinigten Staaten überwiegt, ist in Kanada der Begriff Band im offiziellen Sprachgebrauch weiterhin üblich. Dabei wird er wie eine Art Oberbegriff gebraucht, der First Nations, Tribes und Bands umfasst.
Obwohl der Begriff First Nations auch von den kanadischen Behörden verwendet wird, ist er juristisch nicht genau festgelegt. Daher bevorzugen die zuständigen Behörden in Rechtsfragen die Bezeichnung Indianer. Das für „Indianerangelegenheiten“ zuständige Ministerium Kanadas ist Indigenous and Northern Affairs Canada. In den Provinzen existieren Ministerien mit ähnlichen Namen.
Im bereits genannten Indian Act werden dabei drei Arten von Indianern unterschieden:
1. Status Indians: Angehörige eines Indianervolks, die als Indianer registriert oder zur Registrierung berechtigt sind. Sie werden namentlich im Indian Registry eingetragen, das vom Indigenous and Northern Affairs Canada geführt wird.
2. Non-Status Indians: Angehörige eines Indianervolks, die nicht zur Registrierung als Indianer berechtigt sind.
3. Treaty Indians: Angehörige der Indianervölker, die zwischen 1871 und 1921 mit der Krone Großbritanniens die elf „nummerierten Verträge“ (Numbered Treaties) abgeschlossen haben.[10]

Dazu kommt noch eine vierte Gruppe, deren Größe seit 1985 auf rund 117.000 Menschen angewachsen ist. Sie sind die Nachkommen von Indianerinnen, die Nicht-Indianer geheiratet haben. Da der Indian Act bis 2017 nur die patrilineare Abstammung als ausschlaggebend betrachtete – ganz im Gegensatz etwa zu den matrilinearen Irokesen – konnten diese Kinder nur auf Antrag den Indianerstatus wiedererlangen. Doch verloren wiederum deren Kinder diesen Status, es sei denn, sie heiraten einen Status-Indianer. Diese Regelung hätte dafür gesorgt, dass diese als „Bill C-31 Indians“ bezeichnete Gruppe nach zwei Generationen weitgehend verschwunden wären. Zudem widersprach sie Grundrechten, wie sie die Verfassung von 1982 enthält. Dazu gehören in diesem Fall nach Auffassung des Obersten Gerichtshofs von British Columbia die Gleichheit aller vor dem Gesetz, insbesondere ohne Ansehen der Abstammung und des Geschlechts. Mit dem Tod der letzten Status-Indianer hätte das nur ihnen zugesprochene Reservat an die Regierung zurückgegeben werden – ein Vorgang, den der Häuptling der Six Nations, Bill Montour, als „den größten Landdiebstahl des Jahrhunderts“ bezeichnete. Nach einer Reihe Gerichtsurteilen, insbesondere dem „Descheneaux-Verfahren“, das am 3. August 2015 vor dem Cour supérieure du Québec entschieden wurde, dauerte es noch bis Dezember 2017, bis die gesetzlichen Regelungen angepasst wurden und die Voraussetzung der patrilinearen Abstammung beseitigt. Die Änderungen des Indian Act sind bis auf einige wenige Ausnahmefälle auch rückwirkend, so dass alle „Bill C-31 Indians“ als Status-Indianer anerkannt werden.
Alle Mitglieder der anerkannten Stämme, die Ansprüche auf staatliche Leistungen nach dem Indian Act erlangen wollen, müssen ins Indian Register eingetragen sein. Dieses Indianerregister wird vom Indigenous and Northern Affairs Canada geführt.
Am Begriff Status Indian hängt eine Anzahl von Rechten und Ansprüchen gegenüber der Regierung. Diese beziehen sich auf Landrechte, materielle Zuwendungen und Schutz vor Enteignungen. Der Status konnte dabei schon durch bloßes Verlassen des Reservats, durch Umzug in ein anderes Reservat oder durch Heirat verloren gehen. Jedoch scheint sich diese Entwicklung langsam umzukehren, da sich immer mehr Ureinwohner registrieren lassen und deren Geburtenrate erheblich höher ist als im Rest der Bevölkerung. Die Einstellung zur Registrierung hat sich in den Städten zudem deutlich verändert. Gerade dort bestand lange die Befürchtung rassistisch motivierter Benachteiligung oder gar Verachtung, wenn die Abkunft bekannt wurde.

## Bevölkerung und Reservate
Im März 2018 führte das Indigenous and Northern Affairs Canada auf seiner Website 636 Stämme auf, von denen im Sinne des kanadischen Indianergesetzes Anfang 2014 617 als Stämme galten und vom Ministerium anerkannt sind (vergleiche die Liste der in Kanada anerkannten Indianerstämme). Die meisten Stämme besitzen mehrere der als reserves bezeichneten Reservate, so dass nur aus dem Zusammenhang klar wird, ob das gesamte Stammesgebiet gemeint ist oder ein Teil des Gebiets. Die Reservate sind dabei in den Provinzen und Territorien verschieden stark zersplittert.
Die 636 aufgeführten First Nations verteilten sich wie folgt auf Provinzen bzw. Territorien und Reservate:
| Provinz bzw. Territorium        | First Nations | Angehörige | Reservate |
| ------------------------------- | ------------- | ---------- | --------- |
| British Columbia                | 198           | 129.580    | 1702      |
| Ontario                         | 139           | 158.395    | 206       |
| Saskatchewan                    | 70            | 91.400     | 602       |
| Manitoba                        | 63            | 100.645    | 195       |
| Alberta                         | 46            | 97.275     | 137       |
| Québec                          | 39            | 65.090     | 44        |
| Nordwest-Territorien            | 26            | 12.640     | 29        |
| Yukon                           | 18            | 6.275      | 15        |
| New Brunswick/Nouveau-Brunswick | 15            | 12.385     | 26        |
| Nova Scotia                     | 13            | 15.240     | 39        |
| Neufundland und Labrador        | 3             | 7.765      | 3         |
| Prince Edward Island            | 2             | 1.230      | 4         |

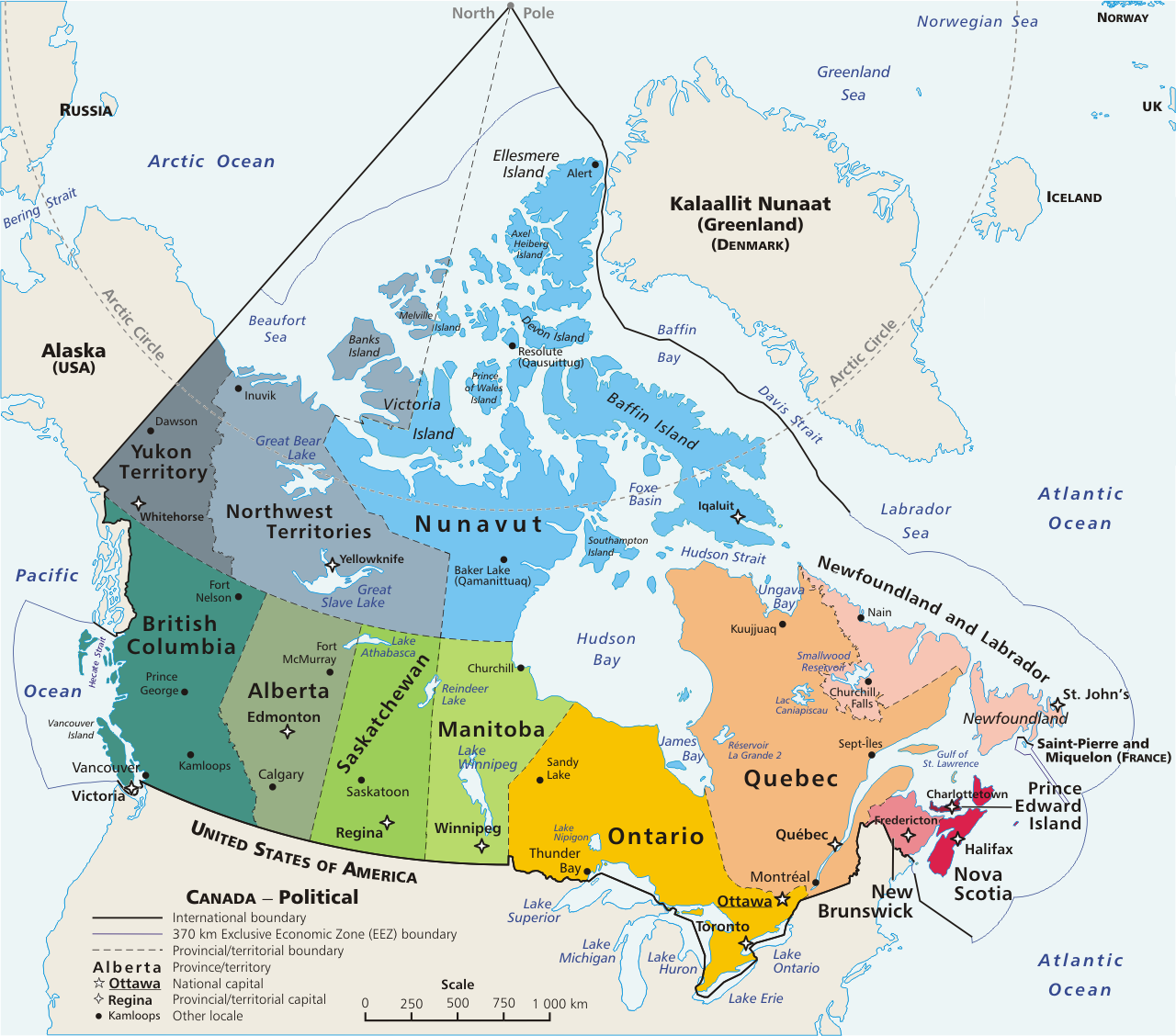
Die Provinzen und Territorien Kanadas

Von den fast genau 3000 Reservaten liegen rund 57 Prozent in British Columbia, wo auch fast jeder dritte Stamm lebt.
Während im Westen Kanadas die meisten First Nations zu finden sind, lebten die größten im Osten. Dabei weisen die Cree, deren Stämme über ein riesiges Gebiet verstreut leben, die meisten Mitglieder auf.
Die Irokesen, die auch als Six Nations of the Grand River bezeichnet werden, zählten im Februar 2018 insgesamt 27.303 registrierte Mitglieder.
Die 24 Einzelstämme mit mehr als 5000 Angehörigen (Stand: November 2016) waren:
1. Qalipu Mi’kmaq First Nation, Neufundland (24.678)
2. Akwesasne Mohawk Nation oder Mohawks of Akwesasne, Ontario (12.401)
3. Kainai Nation oder Blood, Alberta (12.285)
4. Kahnawake Mohawk Nation, inzwischen Mohawks of Kahnawá:ke, Québec (10.970)
5. Lac La Ronge, Saskatchewan (10.710)
6. Peter Ballantyne Cree Nation, Saskatchewan (10.618)
7. Saddle Lake Cree Nation, Alberta (10.533)
8. Peguis, Manitoba (10.080)
9. Mohawks of the Bay of Quinte, Ontario (9682)
10. Cross Lake Band of Indians, Manitoba (8504)
11. Samson, Alberta (8431)
12. Wikwemikong, Ontario (8113)
13. Norway House Cree Nation, Manitoba (7998)
14. Bigstone Cree Nation, Alberta (7908)
15. Fort Alexander, Manitoba (7823)
16. Siksika Nation, Alberta (7405)
17. Sandy Bay Manitoba (6645)
18. Montagnais du Lac St.-Jean, Québec (6612)
19. Upper Mohawk, Ontario (6380)
20. Oneida Nation of the Thames, Ontario (6141)
21. Onion Lake Cree Nation, Saskatchewan (6018)
22. Opaskwayak Cree Nation, Manitoba (5988)
23. Little Red River Cree Nation, Alberta (5569)
24. Nisichawayasihk Cree Nation, Manitoba (5107)

Die Volkszählung von 2006 erfasste 1.172.790 Ureinwohner, also 3,8 % der Gesamtbevölkerung, 1996 waren dies noch weniger als 800.000. Bei der Volkszählung von 2006 gaben von diesen Ureinwohnern 698.025 an, zu einer der First Nations zu gehören. Von den fast 700.000 Indians waren allerdings nur 564.870 registriert, 133.155 hingegen nicht, womit die Zahl der nicht registrierten doppelt so schnell anwuchs, wie die Zahl der registrierten. Insgesamt wuchs die Zahl der Angehörigen der First Nations von 1996 bis 2006 um 29 %. Rund 1,3 Millionen Kanadier gaben an, indianische Vorfahren zu haben.
Der Anteil der Indianer außerhalb der Reservate lag, folgt man der Erhebungsmethode der Volkszählung von 2006, bei 60 %, während im Jahre 1996 58 % nicht in Reservaten lebten. Nach den Angaben des offiziellen Indianerregisters lag der Anteil der Reservatsindianer hingegen bei 404.117, und nur 335.109 lebten außerhalb der Reservate. Weitere 24.329 lebten auf Kronland.
Die größten Gemeinden waren Winnipeg (25.900), Vancouver (23.515), Edmonton (22.440) und Toronto (17.275). In Saskatoon lebten 11.510, in Calgary 10.875, in Ottawa-Gatineau 10.790, in Montréal 10.130, in Regina 9.495 und in Thunder Bay 7.420 Indianer. In Prince Rupert stellen sie mit 32 % den höchsten Bevölkerungsanteil in einer kanadischen Stadt.
Die Indianer sind im Schnitt erheblich jünger als die übrige Bevölkerung. 50 % der First Nations People sind unter 23,5 Jahre alt, im übrigen Kanada liegt dieser als Median bezeichnete Wert bei 39,5 Jahren. 35 % der Indianer sind sogar jünger als 14, und es ist absehbar, dass ihr Anteil an der Bevölkerung stark steigen wird. Das Durchschnittsalter liegt bei 25, also 15 Jahre unter dem kanadischen Durchschnitt, in Saskatchewan sogar bei 20 Jahren.

## Sprachen und Schriften

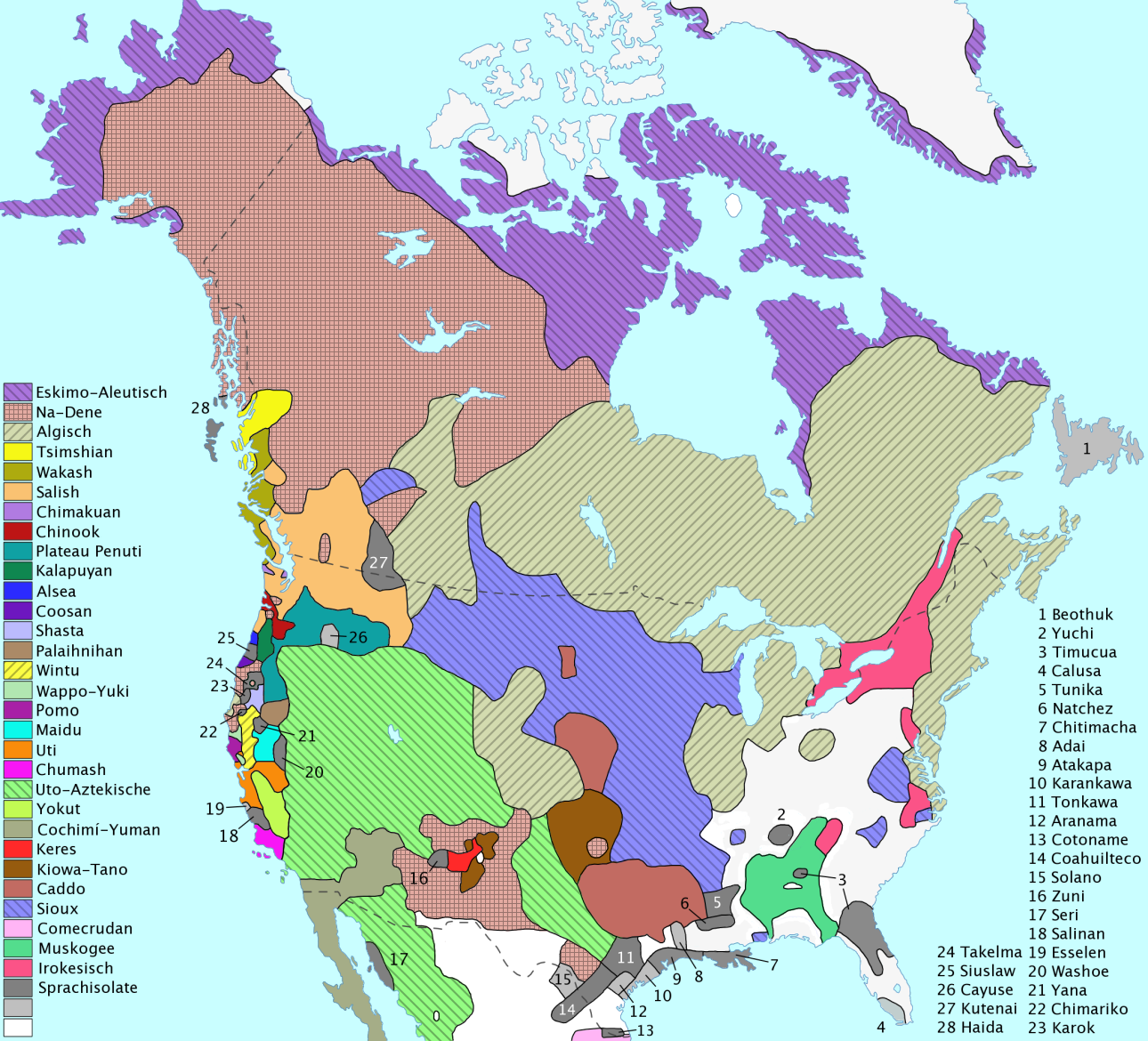
Indianersprachen in Nordamerika. Dargestellt ist die jeweilige Verbreitung zur Zeit des ersten Kontakts mit Europäern

Bis ins 18. Jahrhundert gab es weder ein übergreifendes Gemeinsamkeitsbewusstsein der First Nations oder überhaupt der Indianer Nordamerikas, noch eine gemeinsame Sprache. Daher ist heute Englisch die am weitesten verbreitete übergreifende Sprache, in Québec, Nova Scotia und New Brunswick/Nouveau-Brunswick auch Französisch.
Die über 50 Sprachen der First Nations gehören zehn Sprachfamilien an. 147.000 Sprecher gehörten dabei 1996 der Algonkin-Sprachfamilie an, deren meistverwendete Sprache das Cree ist, 20.000 dem Athapaskischen, das im Nordwesten in 31 Sprachen gesprochen wird (davon 19 in Kanada). Acht Sprachfamilien stellten nur 7 % der Sprecher. Die drei größten Sprachen repräsentierten dabei rund 93 % der indigenen Muttersprachler.
Amerika war bis vor wenigen Generationen von einer enormen Sprachenvielfalt gekennzeichnet (vergleiche Indigene amerikanische Sprachen). Die Zuordnungen der Verwandtschaftsbeziehungen, insbesondere bei nicht mehr gesprochenen Sprachen, stellen die Wissenschaft vor immense Probleme und sind nach wie vor ungelöst. Die Sprachenvielfalt ist heute immer noch groß, doch stehen viele Sprachen vor dem Aussterben oder sind bereits tot. Ethnologue führte für Kanada im Jahr 1993 85 lebende Sprachen auf, davon allein 74 indianische.
Zu den ursprünglichen Sprachen kommen Mischsprachen. So entstand die Sprache der Métis, das Michif, aus den Sprachen der Cree, Ojibwa (Anishinabe), Assiniboine und Französisch. Die Bungee-Sprache, auch Red River-Dialekt genannt, ähnelt dem Michif, wird aber nur am namengebenden Red River in Manitoba gesprochen und ist eine Mischung aus Cree und schottischem Gälisch.

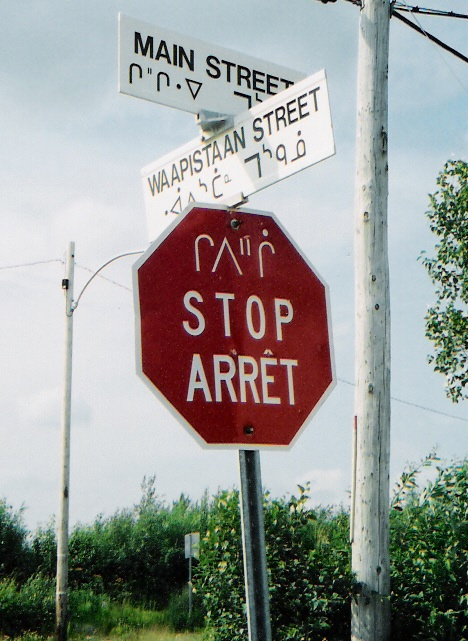
Verkehrsschild in der Provinz Québec, Mistissini

Von den Sprachen der Ureinwohner Kanadas sind die meisten heute gefährdeter denn je. Im Jahr 1996 galten neben Inuktitut nur die Sprachen der Cree und der Ojibway (Anishinabe) als in ihrem Überdauern gesichert, obwohl es seit den 1970er Jahren zahlreiche Bemühungen gibt, die noch existierenden Sprachen zu erhalten. Diese basieren neben der Herausgabe von Wörterbüchern und Grammatiken oftmals auf der Arbeit von wenigen Individuen, die sehr verschiedene Wege gegangen sind. Sie reichen von verschiedenen Lernszenarien zwischen Schule, Musik, Kombinieren von Ritualen in natürlicher Umgebung mit Sprachlernen, eigenen Schriftzeichen, aber auch Internetsprachlehrgängen und universitären Ausbildungen, bis hin zur Forderung nach Aufnahme der jeweiligen Sprache in die Amtssprachen, wie dies die Nordwest-Territorien praktizieren. Im September 2008 erklärte eine Anishinabe-Gruppe in Ontario, die Anishinaabe Language Advisory Group, ihre Muttersprache, das Anishinaabemowin, zur ersten Sprache vor Englisch.

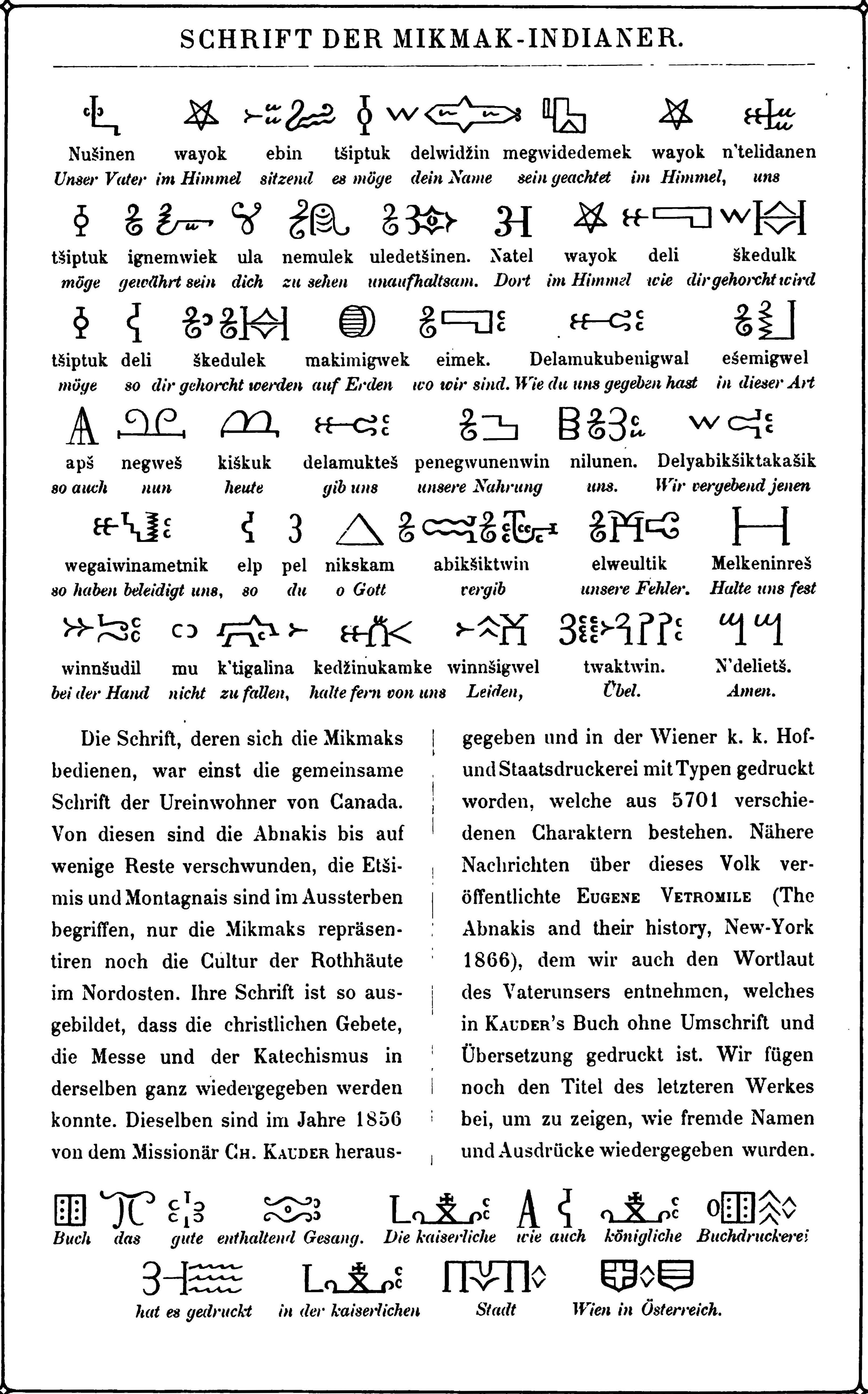
Seite aus Carl Faulmanns Buch der Schrift von 1880, auf der das Vaterunser in Schrift und Sprache der Mi'kmaq abgebildet ist

Bei den Bemühungen um die eigene Sprache wurde zum Teil auf Schriftsysteme zurückgegriffen, die eher in der Lage sind, die Laute der Indianersprachen wiederzugeben. Solche Schriftsysteme wurden von Missionaren, Sprachwissenschaftlern, aber auch von den First Nations selbst entwickelt. Sie reichen zum Teil bis in die frühkoloniale Phase zurück. So entwickelte Pater Chrestien Leclerc 1657 eine Hieroglyphenschrift mit mehr als 5.000 Zeichen. Das erste und zugleich einzige Buch wurde 1866 in Wien gedruckt.
Der Gebrauch indigener Sprachen nimmt wieder deutlich zu. Beim Zensus des Jahres 2006 gaben 51 % der Reservatsbewohner an, in ihrer jeweiligen indigenen Sprache kommunizieren zu können, in den Städten waren es allerdings nur 12 %. Von den über 75-Jährigen in den Reservaten sprachen 18 % ausschließlich ihre überlieferte Sprache und 21 % der Kinder unter 14 sprechen sie inzwischen wieder, wobei 39 % der Kinder in Reservaten und nur noch 6 % in Städten diese Sprachen beherrschen. Von den 15- bis 24-Jährigen sprechen mittlerweile 24 % wieder ihre indigene Sprache.
Die Zahl der Sprecher ist bei den Cree (Stand 2006) mit 87.285 am höchsten, es folgen 30.255 bei Ojibway, 12.435 bei Oji-Cree und 11.080 bei Montagnais-Naskapi, 9.250 Dene, 8.540 Mi'kmaq, 6.285 Siouan-Sprachen und 5.320 Atikamekw, schließlich 4.760 bei Blackfoot. Doch sind solche Zahlen mit Vorsicht zu genießen, denn bei der Zählung werden sehr verschiedene Maßstäbe angelegt. Am schnellsten wuchs diese Zahl bei den Oji-Cree (20 %). Die Zahl der Sprecher bei den Haida (−31 %), Tlingit (−30 %) und Malecite (−30 %) ging hingegen in den letzten zehn Jahren stark zurück. Dabei lag der Anteil derjenigen, die ihre ererbte Sprache als Zweitsprache erwarben, bei manchen Stämmen bei über 30 %.

## Historische Kulturareale

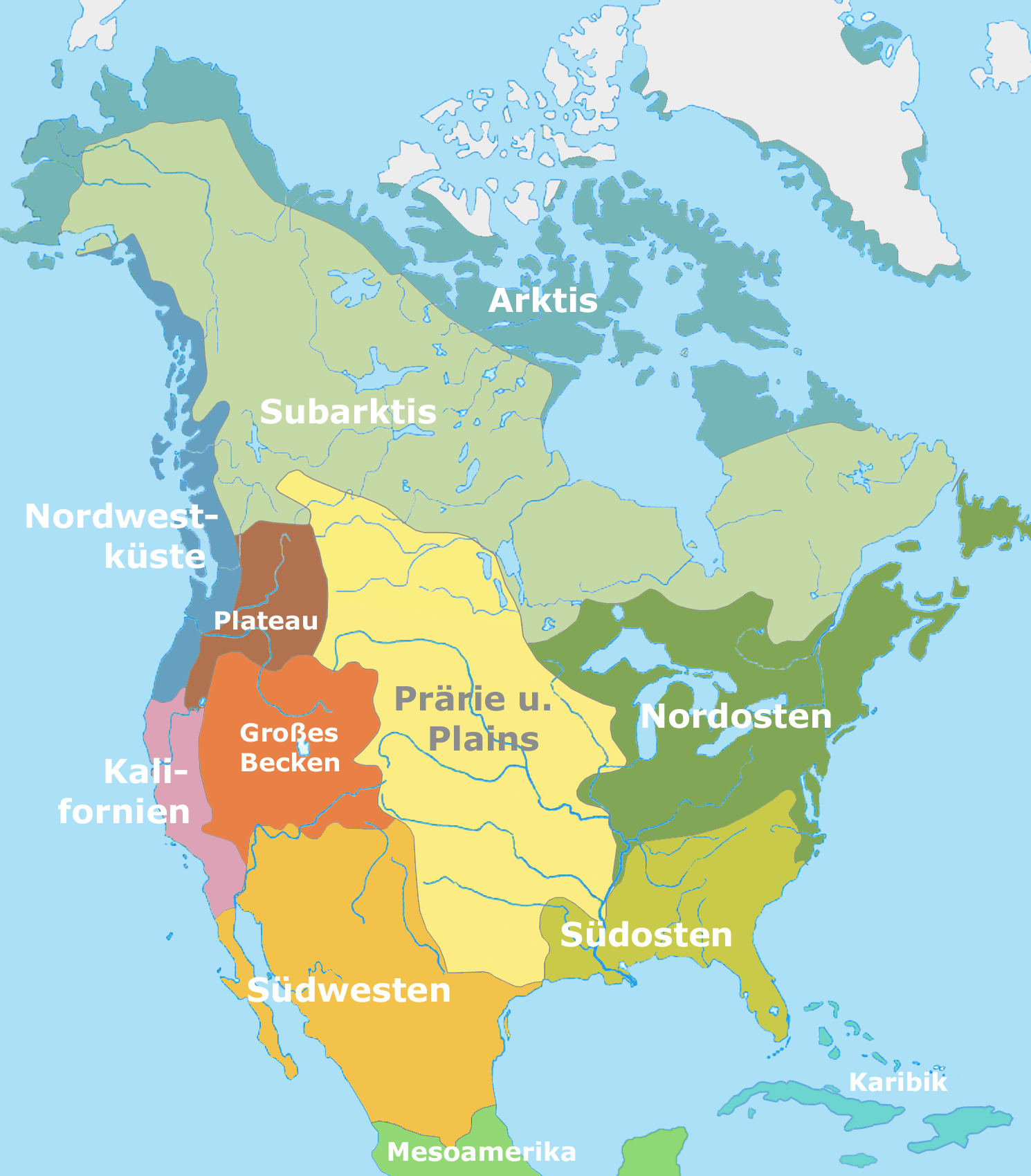
Nordamerikanische Kulturareale nach Alfred Kroeber

Die ursprünglichen Wohngebiete der First Nations decken fünf von zehn nordamerikanischen Kulturarealen (nach Alfred Kroeber) ab:
- Subarktis: Zentral-Kanada bis zur Nordwestküste und zur Küste von Labrador,
- Die Nordwestküste: Westküste,
- Das Plateau: Fraser-Plateau,
- Die Prärie und Plains: östlich der Rocky Mountains, Saskatchewan und Teile von Manitoba,
- Das nordöstliche Waldland: um die Großen Seen bis Nova Scotia/Neufundland.

Aufgrund der unterschiedlichen Landschaften unterscheiden sich die fünf Kulturareale sehr stark. Ähnliche Umweltbedingungen und weit zurückreichende Beziehungen haben nach der Theorie der Kulturareale wiederum ähnliche Kulturen hervorgebracht. Diese unterschieden sich etwa in der Gesellschaftsordnung, in der Bauweise ihrer Behausungen und in den Siedlungsformen, dem Grad der Sesshaftigkeit und der Tierhaltung, der Ernährung und der Art der Nahrungsbeschaffung, der Kleidung oder den Zeremonien. Trotz dieses eingängigen Modelles ist die Abgrenzung zwischen den Kulturen künstlich; in der Realität waren sie fließend.

### Subarktis

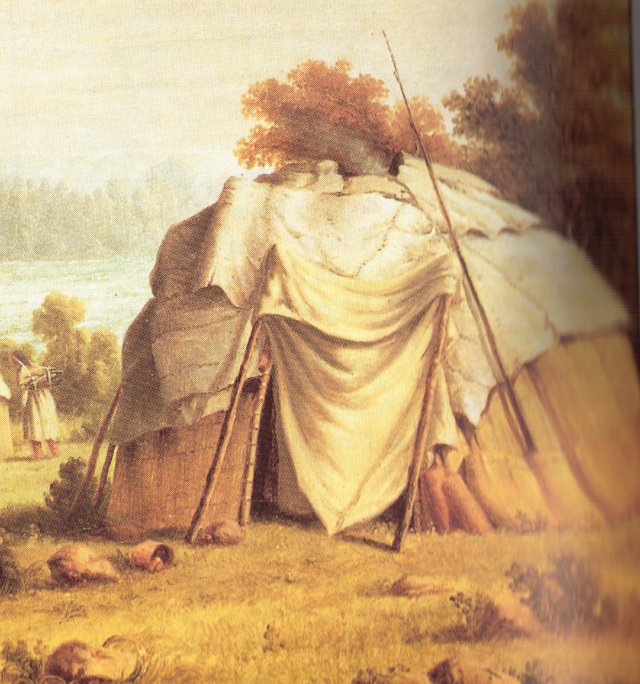
Wigwam der Anishinabe (Ojibwe), 1846

Die Subarktis umfasst von borealem Nadelwald dominierte Gebiete von Zentralalaska bis zum Sankt-Lorenz-Strom. Hier lebten die beiden Sprachgruppen der Nördlichen Athapasken, deren bedeutendste Stämme die Chipewyan und Dogrib waren, und die Nördlichen Algonkin, deren wichtigste Vertreter die Anishinabe und Cree waren. Der Wald bot ihnen in schwankender Quantität Waldkaribus, Waldbisons, Hirsche und Elche, die Gewässer Fisch und Meeresfrüchte. Stetigkeit der Versorgung lieferte das Sammeln von Waldprodukten und deren Vorratshaltung.
Angepasst an die Bedürfnisse lebten die Bewohner in Stangenzelten, giebelförmigen Holzhütten oder Wigwams. In der extremen Weite entwickelten die kleinen Gruppen weder Stammesverbände, noch feste Siedlungen oder übergreifende Hierarchien, waren aber durch gemeinsame Zeremonien und Verwandtschaft sowie Tauschhandel und Gabentausch miteinander verbunden.
Tiergeister spielten vor allem bei den Algonkin eine Rolle, dazu kam als allem innewohnende Kraft der Manitu oder Manitou, der seinen Namen durch die Anishinabe erhielt; Dieser gab der heutigen Provinz Manitoba ihren Namen. Häufig heißt er der „Schöpfer“.

### Nordwestküste

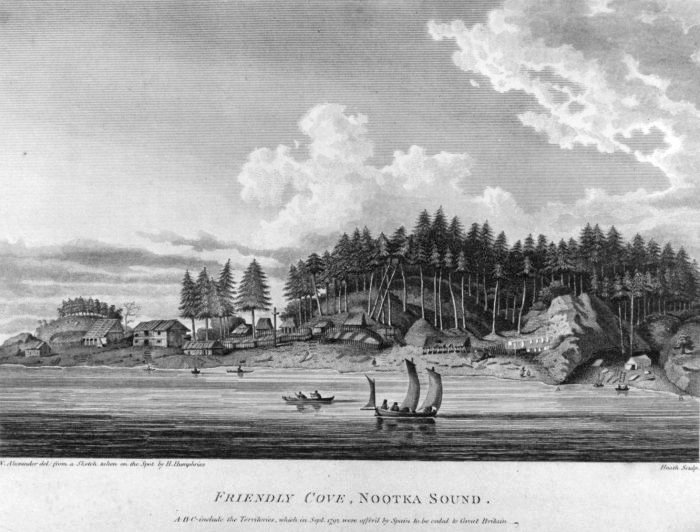
Dorf an der Pazifikküste von Vancouver Island, 1791

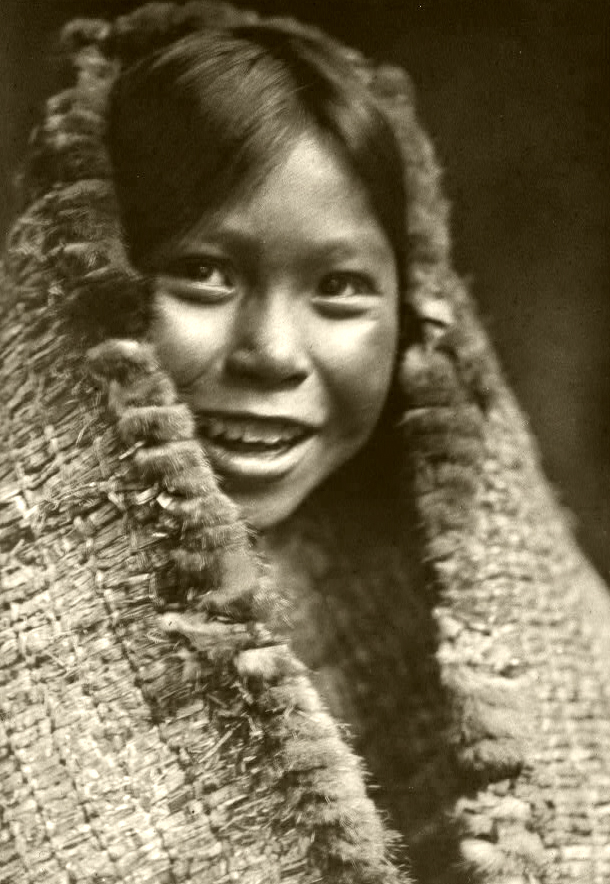
Tla-o-qui-aht-Mädchen von der Westküste von Vancouver Island in traditioneller Baumfaserkleidung (Edward Curtis 1916)

Die Siedlungskammern im Nordwesten waren sehr klein, die Ernährung stark auf das Meer eingestellt. Dichte Wälder, zum Teil gemäßigte Regenwälder mit riesigen Bäumen, boten völlig andere Baumaterialien. So lebte man in Holzhäusern, überwiegend Plankenhäusern, und stellte auch Waffen, Behältnisse und sogar Kleidung aus Holz her. Auch die Wappen oder Totempfähle sind ohne diese Baumbestände nicht denkbar.
Die Gesellschaften waren in drei Gruppen eingeteilt: eine Art Adel, dann die einfachen Stammesmitglieder und schließlich Sklaven – meist Kriegsgefangene und deren Nachkommen. Diese Gesellschaftsordnung wurde von Süden nach Norden, von den Küsten-Salish über Kwakwaka'wakw und Nuu-chah-nulth, Haida und Tlingit immer strenger. Innerhalb dieser Gruppen standen Lokal- oder Hausgruppen, Clans und Verwandtschaftssysteme im Vordergrund. Das Konzept des Stammes war im Süden von geringerer Bedeutung, denn hier kam gruppenübergreifenden Verwandtschaftsbeziehungen deutlich größere Bedeutung zu. Die Rangunterschiede wurden durch öffentliche Rituale manifestiert, von denen der Potlatch das bekannteste sein dürfte. Dieser diente durch die Praxis äußerst großzügigen Verschenkens auch dem sozialen Ausgleich.
In den Religionen der Nordwestküste galten dem Raben als Bringer des Feuers und als Schöpfer des Menschen aufwändige Rituale, aber auch Wolf, Bär, Wal und Lachs besaßen eine je eigene Mythologie. Dabei dienten unter anderem Masken, Tänze, Erzählkunst, Darbietungen der Schmerzunempfindlichkeit sowie Gesten der Großzügigkeit als Mittel des Ausdrucks. Der rituell richtige Umgang innerhalb der strengen hierarchischen Ordnung musste unbedingt eingehalten werden. Daher wurde, beispielsweise bei den Nuu-chah-nulth, eine Art Zeremonienmeister ausgebildet, der diese Hintergründe zu beachten wusste.
Schamanen wurden oftmals in Form von Visionen berufen. Sie nahmen Kontakt zu den Ahnen auf oder zu anderen Mächten. Auch Frauen waren Schamanen. Oftmals brachten sie die „Medizin“ mit, der besondere Heilkräfte zugesprochen wurden.

### Plateau
Im heute kanadischen Teil des Kulturareals lebten Stämme der Sprachfamilien der Binnen-Salish, der Kutenai und der Sahaptin, von denen die wichtigsten die Thompson (Nlaka'pamux) waren.
Zahlreiche Flüsse und Seen bestimmen die Landschaft, ebenso wie hohe Berge im Westen und im Osten des Kulturareals.
Der Fischfang, besonders von Lachs, bestimmte weite Teile der Kultur und der Technik. Jedoch spielten auch Wurzeln, Beeren und Jagdwild eine wichtige Rolle. Ähnlich wie die Küstenbewohner betrieben die Stämme des Plateaus einen weiträumigen Handel. Sie lebten in Erdhäusern und Plankenhäusern, aber auch in Tipis.
Wie die Gruppen der Westküste, so lebten die meist kleinen Verbände in traditionell von ihnen genutzten Gebieten, in denen sie in jährlichen Wanderzyklen Sammel- und Jagdorte oder spirituell bedeutsame Orte aufsuchten. Einige von ihnen übernahmen, im Gegensatz zu den küstennahen Indianern, das Pferd als Reit- und Transporttier, wahrscheinlich um 1800.

### Nordöstliches Waldland

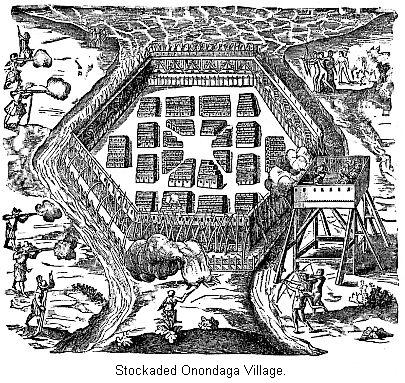
Befestigtes Irokesendorf mit Langhäusern, um 1615

Ausgedehnte Laub- und Mischwälder prägen das nordöstliche Waldland. Hier lebten zahlreiche Gruppen der Algonkin. Sie ernährten sich teils vom Landbau – im Süden sogar überwiegend von Mais, Bohnen und Kürbissen, im Westen kam Wildreis hinzu –, teils von der Jagd. Hier entstanden ausgedehnte Stammesföderationen, wie bei den Irokesen, und Großdörfer, besonders südlich der Großen Seen und des St. Lorenz. Jahrhunderte überspannende Feindschaften mit entsprechenden Kriegen führten zum Verschwinden zahlreicher Stämme.
Die sesshaften Bauern kannten, ähnlich wie viele Stämme der Westküste, ein Erbhäuptlingstum. Bei den Irokesen bildeten mehrere Kernfamilien exogame Lineages, die mit den von ihnen bewohnten Langhäusern gleichgesetzt wurden, und in denen bis zu 200 Personen lebten. Sie wurden von einer Klanmutter geführt, das Verwandtschaftssystem war matrilinear und matrilokal.
Die halbsesshaften Algonkin, die in kuppelförmigen Wigwams lebten, deren Bau aufwändiger war als die Tipis der Prärien, glaubten an Tiergeister. Die sesshaften Bauern, vor allem die Irokesen, verehrten eher Götter, Personifizierungen von Kräften, die vom Großen Schöpfer abgeleitet wurden.

### Prärie und Plains

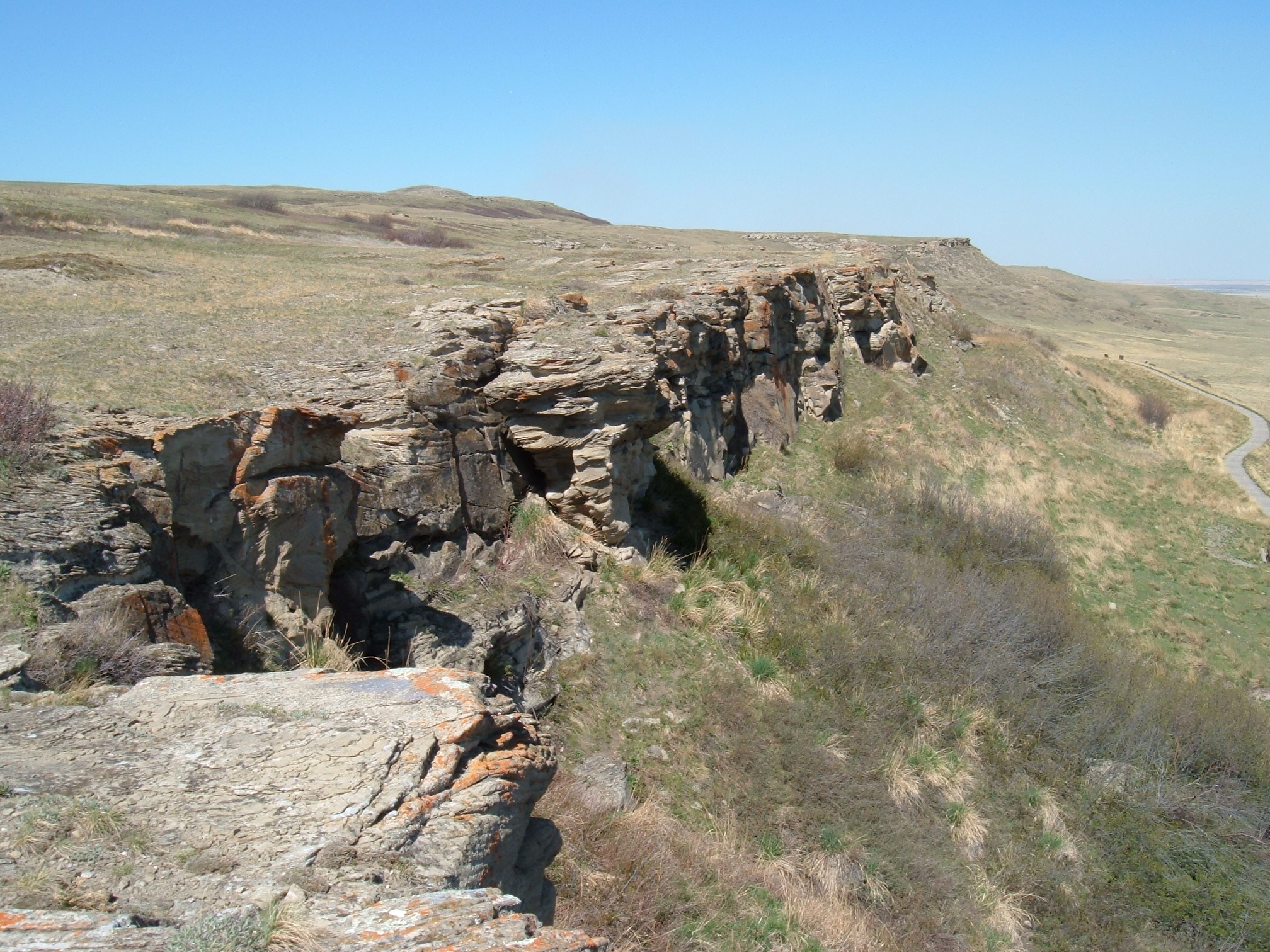
Head-Smashed-In Buffalo Jump in der Provinz Alberta

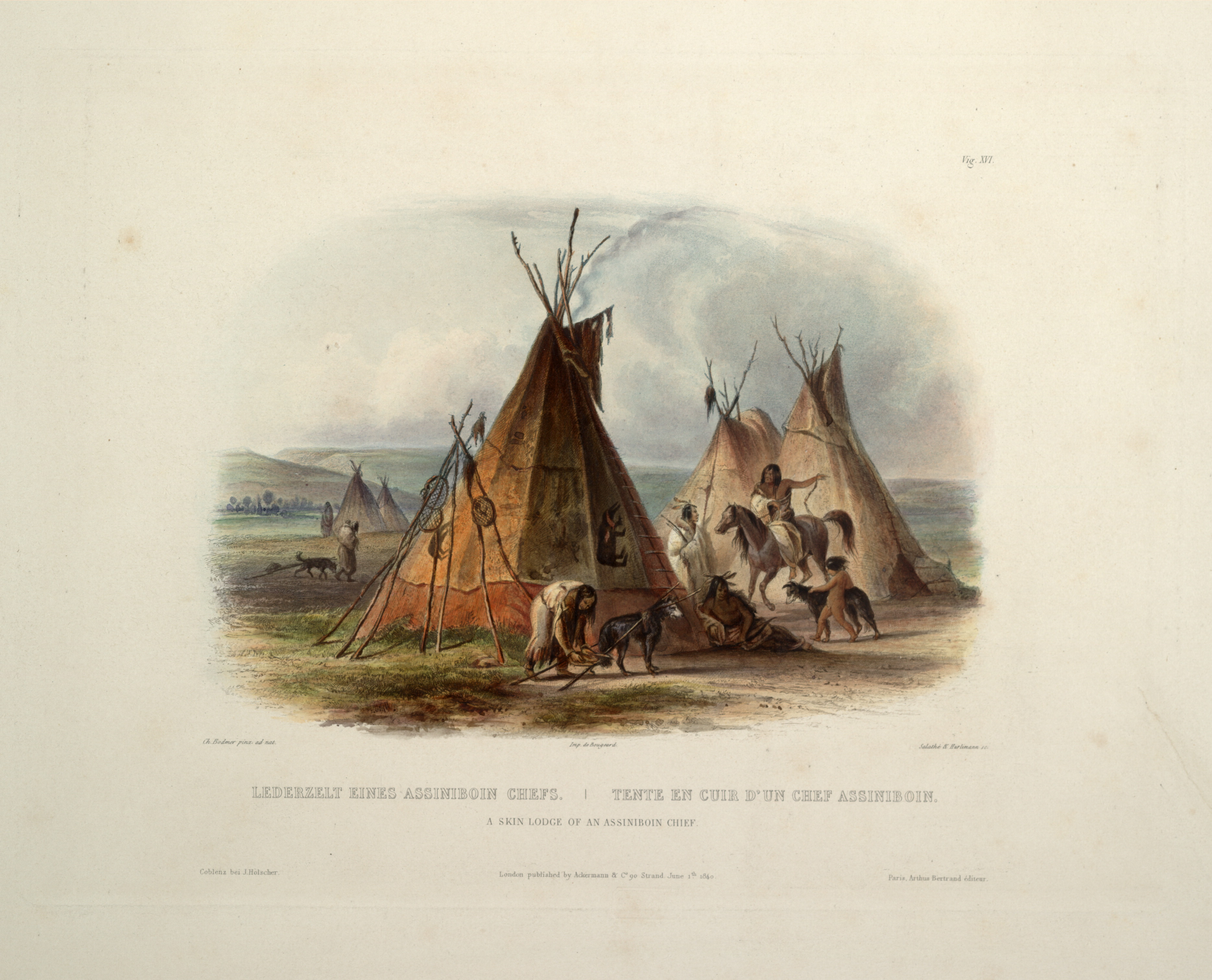
Tipi der Assiniboin, 1840–1843

Nur wenige First Nations, wie einige Blackfoot-Stämme, leben im nördlichen Teil dieses Kulturareals, das im Windschatten der Rocky Mountains gelegen von Trockenheit gekennzeichnet ist. Wichtigstes Jagdwild in dieser flachen Graslandschaft war der als Büffel bekannte Amerikanische Bison. Besondere Treibjagdtechniken wurden entwickelt, bei denen man Teile von Herden sogenannte Buffalo Jumps hinunterstürzte.
Die Menschen lebten überwiegend in Tipis, Stangenzelten, die einen schnellen Ortswechsel entsprechend den Wanderungen der Büffel gestatteten. Lokalgruppen bestimmten das Bild, Klans spielten keine Rolle. Hier galt Kriegsruhm und Schmerzunempfindlichkeit (Sonnentanz) als Mittel der Ansehens- und Statuserhöhung. Die wichtigsten Stammesgruppen der Assiniboine und der Blackfoot waren ähnlich erbitterte Feinde, wie im Osten die Wyandot und die Irokesen.
Für die südlichen Kulturareale gilt gleichermaßen, dass sie von südlicheren Kulturen, wie der Adena-Kultur oder der Kultur der Moundbuilder stark beeinflusst wurden. Darüber hinaus wanderten immer wieder Gruppen nordwärts, wie die Sioux nach Alberta.
Erst die Pferde, die wohl von spanischen Truppen oder Siedlern in den Südwesten der heutigen USA und Mexiko mitgebracht worden waren, und dort zu Mustangs verwilderten, ermöglichten ab etwa 1700 eine neue Lebensweise, doch die Besiedlung blieb dünn.

## Geschichte

### Frühgeschichte
Nomadische Lebensweise ohne Viehzucht – abgesehen von Hunden und Pferden – dazu halbnomadische gelegentlich sesshafte Bodenbewirtschaftung prägten die Kulturareale bis in das 19. Jahrhundert.
Die ältesten Spuren menschlichen Lebens im Norden des Kontinents finden sich in Alaska und reichen mindestens 12.000 Jahre zurück. Diese frühe arktische Kultur breitete sich weiter südwärts aus. Ihr Kennzeichen sind kleine bis winzige Steinklingen und beidseitig geschärfte Werkzeuge.
Der äußerste Norden und Nordosten einschließlich Grönland ist wohl erst um 2500 v. Chr. besiedelt worden, der Norden Ontarios wohl erst um 2000 v. Chr.
Die Planokulturen, deren Name sich von den Plains ableitet, umfassen den riesigen Raum zwischen dem Binnenland British Columbias und den Nordwestterritorien bis zum Golf von Mexiko. Vor 8000 v. Chr. wurden bei diesen nördlichen Paläoindianern Projektilspitzen nicht mehr in gespaltene Schäfte eingespannt, sondern in den Schaft eingetieft. Ein Tauschhandel mit besonders geeigneten Steinarten ist an vielen Stellen fassbar.

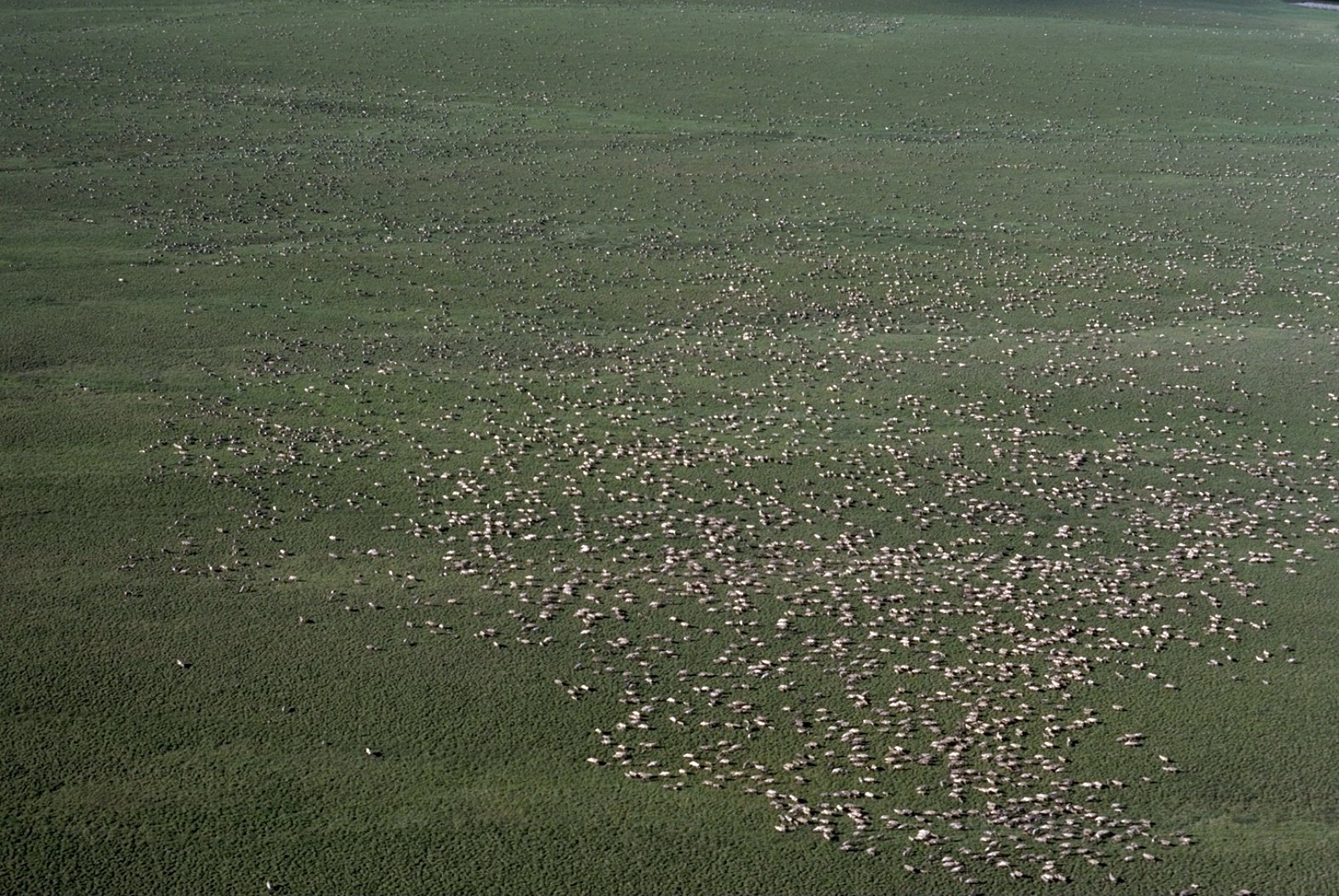
Karibuherde im äußersten Norden

Der frühen (ca. 8000 bis 6000 v. Chr.) und mittleren (ca. 6000 bis 4000 v. Chr.) archaischen Phase gehörten Kulturen am Ohio, um Niagara und in Südontario an. Sie entstanden, als Planoleute den Karibuherden ostwärts folgten, immer an der Vereisungsgrenze entlang.
Schwerpunkte der östlichen Kulturen waren der untere Sankt-Lorenz-Strom und die Großen Seen. Älteste Monumente sind Grabhügel, die auf eine gefestigte Hierarchie innerhalb dieser Gesellschaften entlang des Eriesees, am Huronsee, am Ontariosee sowie am St. Lorenz hindeuten. Am südlichen South Fowl Lake an der Grenze zwischen Ontario und Minnesota wurde vor 6800 Jahren bearbeitetes Kupfer entdeckt. Der Gebrauch anderer Metalle kam erst mit den Europäern auf.
Zwischen 2000 und 1500 v. Chr. kühlte Labrador ab. Inuit zogen südwärts und auch Jäger aus dem Inland erreichten die Küsten. Das Gebiet nördlich des St. Lorenz scheint aufgegeben worden zu sein. Die Laurentian Archaic genannte Kultur hatte ihr Zentrum um Québec und in Ontario. Das Ottawatal gilt als ein Zentrum der Kupferproduktion, ähnlich wie die Inseln im Oberen See.

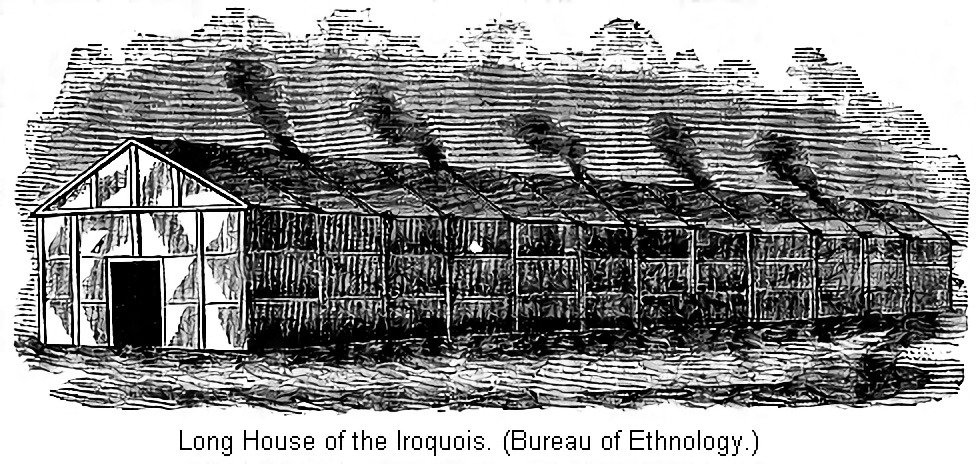
Irokesisches Langhaus

Die Frühe Woodland-Periode löste die archaische im Osten ab und erstreckte sich bis zu den Großen Seen und dem St. Lorenz (etwa 1000 v. Chr. bis 500 n. Chr.). Tonwaren sind hier kennzeichnend. Manche Dörfer waren schon ganzjährig bewohnt und beherbergten weit über tausend Menschen. Dabei nahm die Bedeutung des Kürbisses, der wohl schon um 4000 v. Chr. in Maine auftauchte, immer mehr zu, später kamen Bohnen und Mais hinzu. Auch entwickelte man eine Reusentechnik, mit der man in Stromschnellen Fische fangen konnte. Von der weit entfernten Adenakultur übernahm sie teilweise die Beerdigungspraktiken, wie der Augustine Mound in Neubraunschweig zeigt. So breiteten sich die aus dem Ohiotal kommenden Burial Mounds aus, kleine bis monumentale Grabhügel. Auf diese Kultur gehen wohl die Irokesen zurück, aber auch einige Algonkinstämme.
Der kanadische Schild wurde erst 6000 bis 2000 v. Chr. besiedelt. Hierauf gehen die Cree, Ojibwa, Algonkin, Innu und die Beothuk zurück. Um 2000 v. Chr. bestanden hier bereits komplexe Rituale, Kupferbearbeitung und Fernhandelsbeziehungen. Die für die Adenakultur typischen Mounds erscheinen sogar in der westlichen Schildkultur (Laurel), zum Beispiel am Rainy River im Süden Ontarios. Birkenholzkanus waren hier das Haupttransportmittel. Auf ihnen dehnten die Gruppen ihre Schweifgebiete auch in frühere Plaingebiete west- und südwestwärts aus. Auch der Fernhandel mit Chalcedon aus Oregon und Obsidian aus Wyoming hing vom Flusstransport ab. Wahrscheinlich kam es aufgrund der Domestizierung von wildem Reis zu einer herausgehobenen Schicht von Landbesitzern, die sich auch kulturell vom Rest der Bevölkerung absetzte.
In den Plains lassen sich Häuser und Großdörfer fassen. Die Jagd mit Pfeil und Bogen verbreitete sich nur sehr langsam von Norden (um 3000 v. Chr.) ostwärts, dann in den Westen (um Chr. Geb.). Die späte Plainskultur lebte in hohem Maße von Bisons. Spätestens um 500 v. Chr. löste der Bogen die Speerschleuder ab. In Montana bestanden große Zeltdörfer (100 Hektar) mit rund tausendjähriger Nutzungsdauer. Fernhandel mit Obsidian, Feuerstein und anderen Materialien reichte bis zum Pazifik. Zumindest manche der Verstorbenen wurden vor der Grablegung auf Gerüsten getrocknet.
Die mittlere Plateaukultur entwickelte um 2500 v. Chr. das Pit House, das teilweise in die Erde eingegraben war. Die heutigen Salishstämme lassen sich mit dieser halbsesshaften Kultur in Verbindung bringen. Ausnahmen in diesem Gebiet sind die Nicola, Eyak-Athapaskisch-Sprecher und die Kutenai.
Die späte Plateau-Kultur sammelte in Erdlöchern Vorräte, heiße Steine dienten zum Backen und Kochen, der Lachs lieferte den Hauptanteil des Nährwerts. Der Handel mit den Küstenvölkern nahm zu, die Dörfer wurden größer.

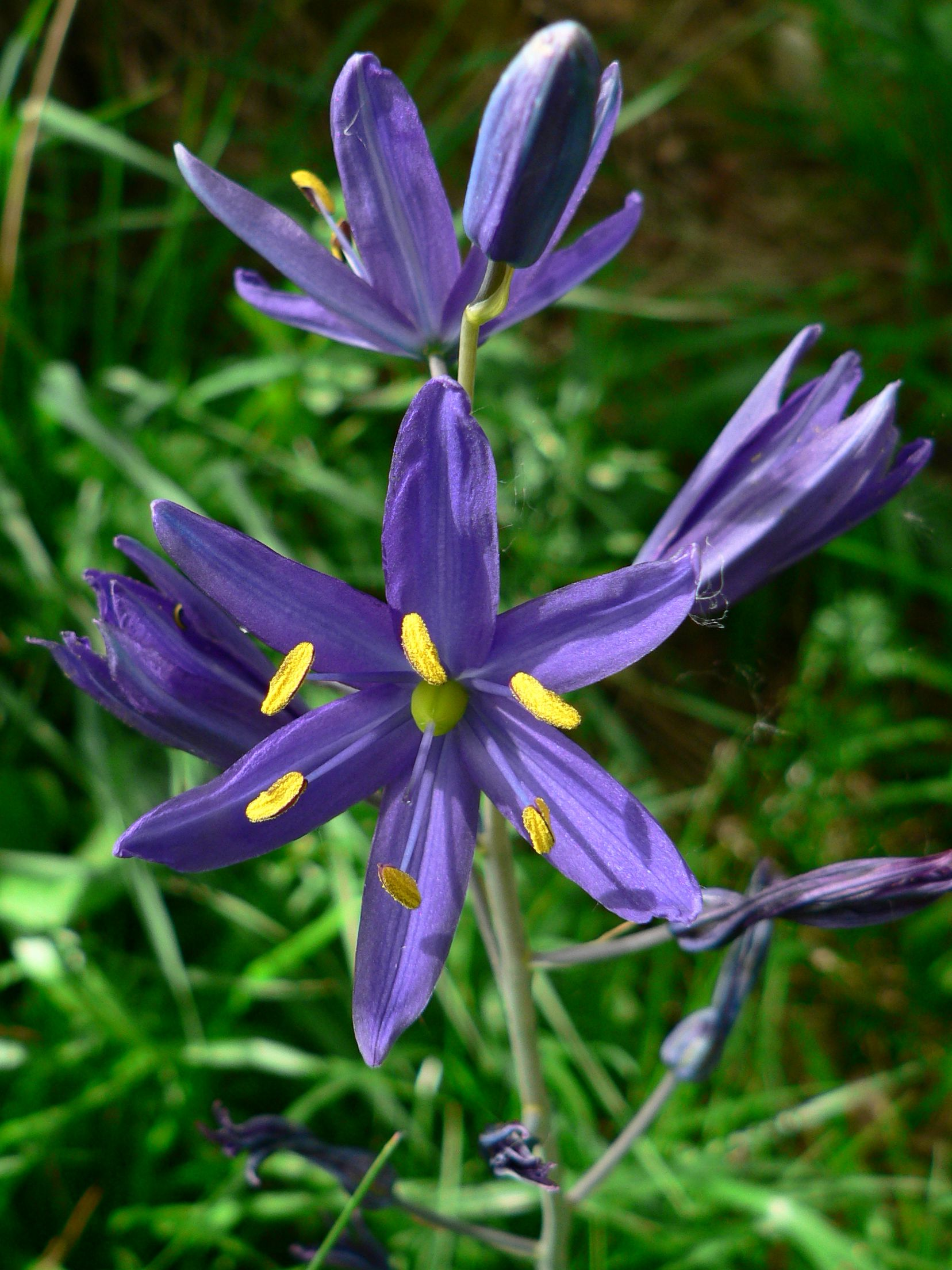
Camassia quamash, deren Zwiebeln essbar sind

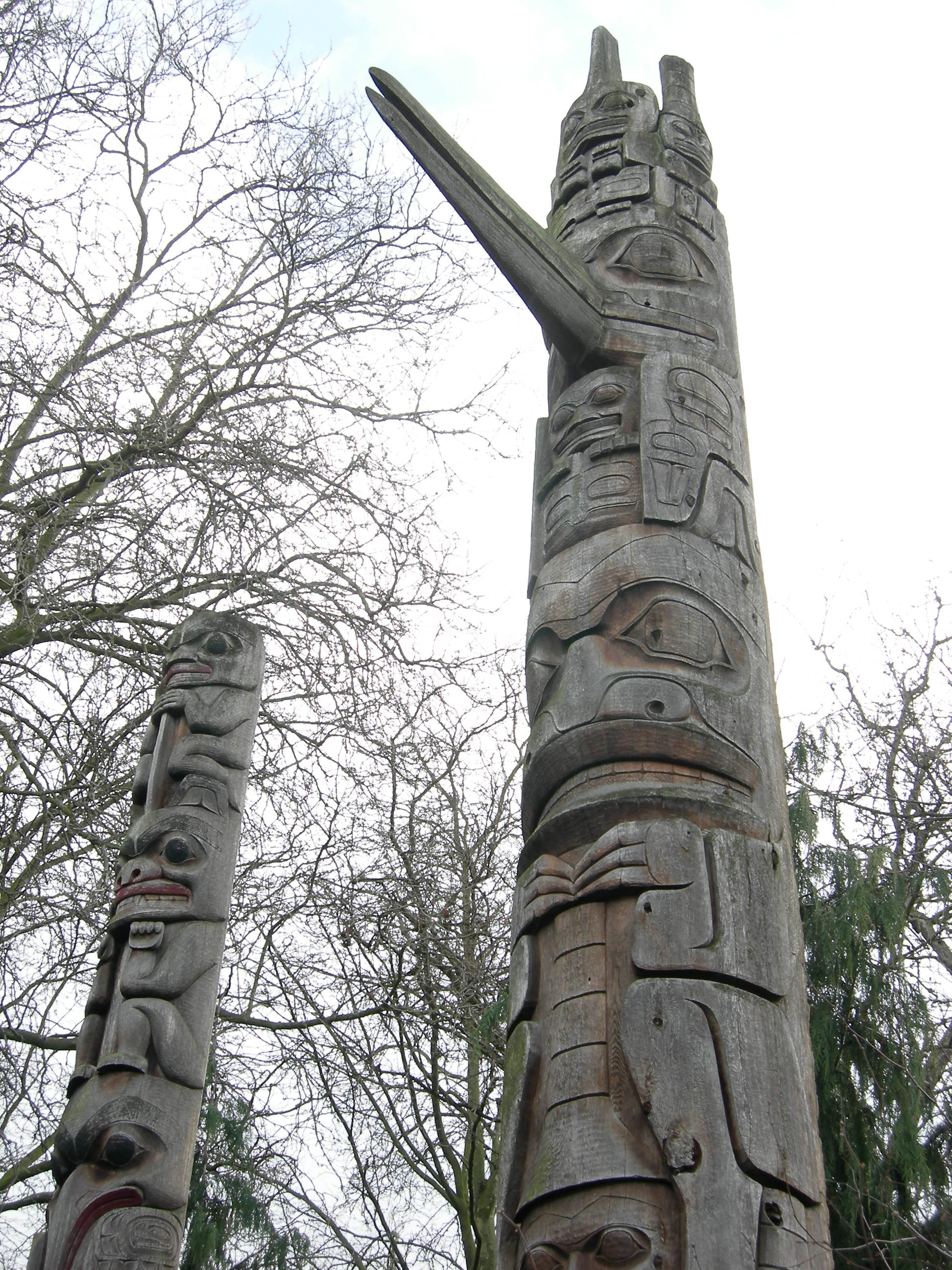
Totempfähle der Tsimshian

Im Westen wurde die wohl bis vor 10.000 v. Chr. zurückreichende Besiedlung um 4250 v. Chr. durch die Frühe Plateaukultur überlagert. Ab 2500 v. Chr. lassen sich im Westen Siedlungen anhand zahlreicher Muschelhügel nachweisen, dazu erste Anzeichen einer sozialen Differenzierung sowie ausgeprägte Ansätze zu einer bäuerlichen Wirtschaftsweise (vor 1600 v. Chr.).
Die Küstenkulturen an der Westküste lassen sich mindestens bis 8000 v. Chr. nachweisen. Dabei ist die Jagd auf Meeressäuger sehr früh fassbar. Die Kulturen differenzierten sich zunehmend regional. Sie begannen, ähnlich wie im Osten, die Landschaft zugunsten von Garten- und Landbau umzuwandeln und eine Vorratshaltung nicht nur von Lachs, sondern auch heute wenig gebräuchlicher Nahrungsmittel zu entwickeln. Dazu zählt etwa die Essbare Prärielilie, die unter dem Namen Camas oder Camassia quamash in Nordamerika bekannt ist, oder Allium canadense (kanadischer Lauch).
Die Küstenkultur war von Süden nach Norden strenger hierarchisiert. Bestimmte Familien beherrschten den Handel, den Zugang zu Ressourcen und die politische und spirituelle Macht. Auch hier tauchten wohl erstmals Begräbnishügel auf. Erst um 400 n. Chr. erreichte der Bogen diese Region.
Die heutigen Küsten-Salish lassen sich auf die Marpole-Kultur zurückführen. Sie war bereits von der gleichen sozialen Differenzierung, von Plankenhäusern, in denen mehrere Familien lebten, von Lachsfang und -konservierung, Schnitzwerken von monumentalen Ausmaßen und komplexen Zeremonien gekennzeichnet. Zwischen 500 und 1000 n. Chr. änderten sich erneut die Begräbnissitten. Die Toten erhielten nun immer öfter ihre letzte Ruhestätte in Bäumen, Pfählen, Grabhäusern und Höhlen. Um 500 bis 700 tauchten vor allem im Süden vermehrt befestigte Dörfer auf. Diese stärker von Kriegen gekennzeichnete Phase erstreckte sich bis in die Zeit des ersten Kontakts mit Europäern, durch den die Kämpfe weiter gesteigert wurden.
Im Gegensatz dazu hielt sich am Yukon und am Mackenzie mit ihren riesigen Einzugsgebieten eine Kultur weiträumiger Jagd mit extremer Beweglichkeit kleiner Gruppen.

### Koloniale Phase
Die koloniale Phase ab Ende des 15. Jahrhunderts begann an der Ostküste mit Fischfang, Waljagd und Pelzhandel, der bald in gewaltsame Konflikte umschlug. Dabei kam es zu regelrechten Koalitionskriegen, mehrfach als Nebenschauplätze europäischer Kriege. Letztlich entlud sich der Konflikt zwischen den Hauptkontrahenten Frankreich und Großbritannien im Siebenjährigen Krieg. Eine Sonderrolle spielten die USA, die sich 1812 einen Krieg mit den Briten und Franzosen sowie ihren indianischen Verbündeten lieferten – worauf sich eine erste Grenzziehung etablierte, die jenseits der Großen Seen seit 1846 entlang des 49. Breitengrads den Kontinent zerschnitt und als Oregon-Kompromiss bekannt wurde.

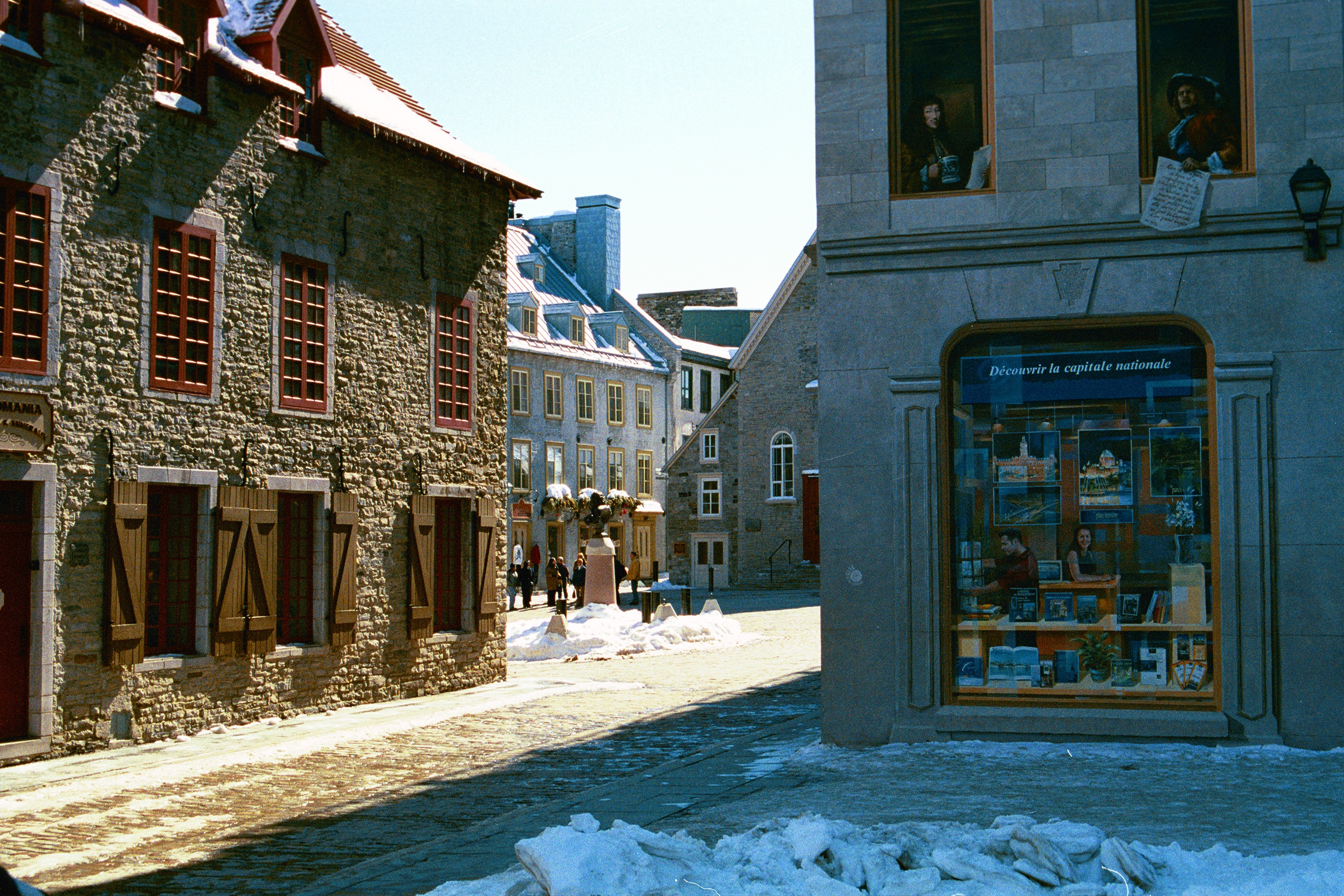
Place Royale in Québec, der älteste Platz Nordamerikas, ab 1608

An der Mündung des St. Croix Rivers entstand 1604 die erste Siedlung, die ein Jahr später nach Port Royal verlegt wurde. 1608 wurde Québec gegründet. Bereits von 1607 bis 1615 kam es zum sogenannten Tarrantiner-Krieg zwischen den Penobscot und den Mi'kmaq, der Ausdruck ihrer Rivalität im Pelzhandel war. Bald schickte man Waldläufer aus, die unter den Indianern lebten, während die Handelsagenten ihre Forts zu Tauschzentren ausbauten, in deren Umgebung sich häufig Indianergruppen niederließen. Die Verbindungen zwischen französischen Männern und indianischen Frauen waren so zahlreich, dass ihre Nachkommen eine eigene Nation gebildet haben, die Métis.
Streitigkeiten im Pelzhandel führten zwischen 1640 und 1701 dazu, dass die Irokesenliga die Wyandot, Tionontati und Erie mit Arkebusen vernichtete, und eine große Völkerwanderung nach Westen in Gang setzte. Erst 1701 kam es zu einem Friedensvertrag. 1763 beendete der Siebenjährige Krieg die französische Epoche. Mit Erfolg verlangten die in Kanada verbleibenden Franzosen, ihre Konfession behalten zu dürfen, womit die bekehrten Indianer ebenfalls katholisch blieben.

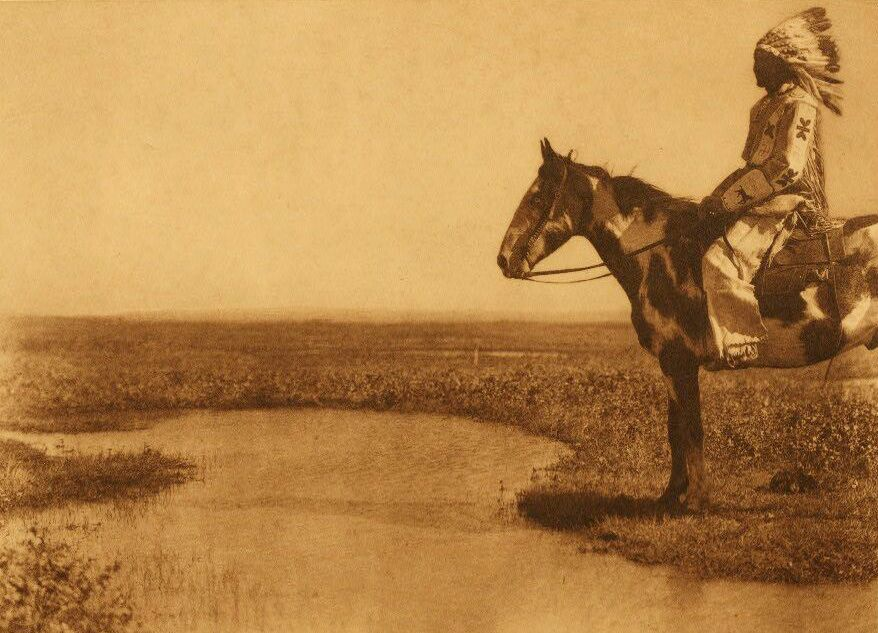
Kainai-Reiter, fotografiert von Edward Curtis. Europäische und amerikanische Vorstellungen vom Reiternomadismus, der nur in den Graslandschaften während rund 150 Jahre existierte, haben das Bild der nordamerikanischen Indianer insgesamt und einseitig geprägt.

Währenddessen veränderten spanische Pferde die Kultur der Plains radikal. Sie vereinfachten die Jagd und die Wanderung in dem unwegsamen Gebiet. Viele Gruppen wurden durch verheerende Epidemien, vor allem Pocken und Masern, geschwächt. In den Epidemien sahen viele einen Schadenzauber der Fremden, und zugleich erschütterte er das Vertrauen in die eigene Religion. Das Christentum wurde als eine Form der religiösen Heilung betrachtet und zeremoniell angereichert.
Die Politik der Briten war stärker von Siedlungs- als von Handelsinteressen gekennzeichnet, allerdings übernahm im Norden und Westen Kanadas die Krone die administrative Kontrolle der indigenen Völker durch die Hudson’s Bay Company, deren Geschäftsinteressen ein friedlicheres Einvernehmen mit und zwischen den Indianern nahelegten. In den menschenleeren, abgelegenen nordischen Wäldern fanden weder Indianerkriege statt, noch änderte sich die traditionelle Lebensweise der umherstreifenden – und zusätzlich Pelzhandel treibenden – Jäger und Sammler bis zur Mitte des 20. Jahrhunderts wesentlich.
Die Zuwanderung zahlreicher Goldsucher sowie die Befürchtung der Kolonialmacht, die USA könnten Kanada okkupieren, veranlasste Großbritannien, als Gegengewicht eine eigene Zuwanderung zu fördern und Kanada eine größere Selbstständigkeit zuzugestehen. Der Rückgang der Büffelherden um 1875 zwang die Stämme der Prärie, ihr Land gegen geringe Gegenleistung an die neuen Stellvertreter des britischen Königshauses zu veräußern. Dafür erhielten sie meist in ihrem angestammten Gebiet Reservate, also Gebiete, die dem Stamm als Ganzem gehörten und nur von und mit Erlaubnis der jeweiligen Stämme genutzt werden durften. Hinzu kamen geringe Entschädigungen sowie Jagd- und Fischereirechte in den abgetretenen Gebieten. Dazu sollten Hilfen bei der Umstellung auf Landwirtschaft kommen.

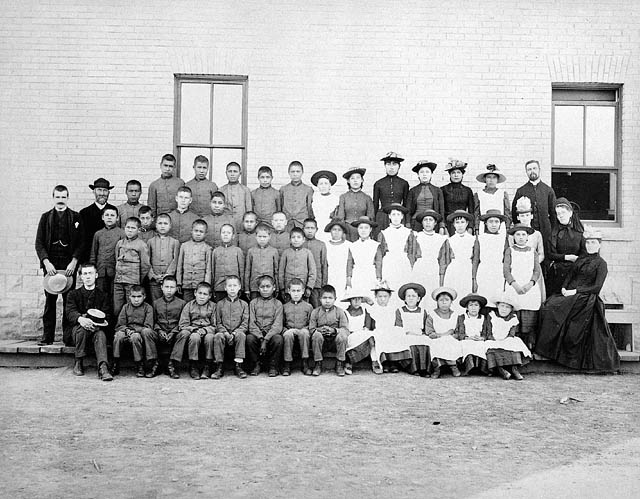
St. Paul’s Indian Industrial School, Middlechurch, Manitoba, eine der weit über 100 Schulen, in die die Kinder der Ureinwohner eingewiesen wurden

Waren die Indianer erst in Abhängigkeit geraten, glaubten die Eroberer, sie in für Siedler ungünstige Gebiete abdrängen oder – wie in Kanada meistens – sie in kleine Reservate zusammendrängen und an die eigenen Vorstellungen einer gesitteten Lebensweise anpassen zu müssen. Der Phase der Missionierung und Einweisung in Reservate, die bis etwa 1880 dauerte, folgte eine Epoche, in der durch ökonomische Marginalisierung, Verbote zentraler Elemente der Kultur und Einweisung aller Kinder in eigens dafür eingerichtete, internatartige Schulen, die gesamte Kultur ausgelöscht werden sollte.
Die Zeit passiven Widerstands oder der Kleinkriege, wie der Chilcotin-Krieg, endete nach 1885. Richtungweisend reiste Häuptling Joseph Capilano 1906 nach London, um dem König eine Petition zu überreichen. Andere Widerstandsformen wurden gewaltsam oder durch Hunger gebrochen. Im Jahr 1927 wurde Indianern verboten, eine politische Organisation zu bilden, um ihre Interessen zu vertreten. Frühe, nationale Versuche der Selbstorganisation nach dem Ersten Weltkrieg scheiterten zwar, doch nach dem Zweiten Weltkrieg waren sie erfolgreicher. In den 1970er Jahren gelang es erstmals vor dem Obersten Gerichtshof, Landansprüche durchzusetzen, und der Gerichtshof erklärte die Bestimmungen der königlichen Erklärung von 1763 für weiterhin bindend. 1951 wurden die Verbote von Potlatch und Sonnentanz aufgehoben, und 1960 durften Indianer erstmals an landesweiten Wahlen teilnehmen. Im Jahr 1982 entstand eine neue, den Bedürfnissen der zahlreichen Gruppen besser angepasste Gesamtvertretung, die Versammlung der First Nations. Sie vertrat nicht mehr so sehr die Regionen, sondern mehr die führenden politischen Kräfte der Stämme und ihrer Organisationen, unabhängig davon, wie die Stämme sie bestimmt hatten.
In dieser Zeit erreichten die Frankokanadier für ihr Gebiet Sonderrechte, die anderen Nationen kaum vorenthalten werden konnten. Die Landansprüche erhielten den gleichen Verfassungsschutz wie die abgeschlossenen Verträge, und Ontario, Manitoba und Neubraunschweig unterstützten den Anspruch auf Selbstregierung. Dazu kam harsche Kritik von Seiten der UNO mit Blick auf die Politik gegenüber den Ureinwohnern, die das Recht auf Mitsprache in sie betreffenden Angelegenheiten und das Recht „anders zu bleiben“ („to remain distinct“) einforderten.
Die extrem hohe Zahl der Suizidversuche vor allem unter Jugendlichen – in den Medien wurde 2016 insbesondere die Attawapiskat First Nation im Norden Ontarios bekannt – veranlasste die Bundesregierung unter Justin Trudeau dazu, die Erklärung der Vereinten Nationen über die Rechte indigener Völker (Resolution 61/295 vom 13. September 2007), der mit Ausnahme von Kanada, den USA, Australien und Neuseeland alle Mitglieder zugestimmt hatten, in die Verfassung einzuarbeiten. Sie soll, nachdem die Vorgängerregierung ihren rechtlich bindenden Charakter verneint hatte, nunmehr in gesetzliche Formen gebracht werden.

### Folgen kultureller Entwurzelung
Zentrale Ursachen für die offenkundigen Probleme, mit denen sich die meisten First Nations befassen müssen, werden intensiv diskutiert. Dazu gehört zum einen das System der Residential Schools und vor allem seine Folgen. Dabei handelt es sich um internatartige Schulen, in denen viele Kinder Übergriffen ausgesetzt waren und in denen ihre kulturellen Wurzeln bis hin zur Sprache gekappt worden sind. Diese Traumatisierungen sind in Form von Drogenmissbrauch, Alkoholkrankheit und weiteren Symptomen fassbar, wie der innerfamiliären Gewalt. Diesen Symptomen versucht man inzwischen therapeutisch entgegenzuwirken. Die häusliche Gewalt, vor allem gegen Frauen, ist nur bedingt statistisch fassbar. Dies umso mehr, als Statistics Canada die verfügbaren Angaben nach wie vor unter „rassischen“ Aspekten aufbereitet, nicht zusätzlich etwa unter soziologischen oder regionalen.
Die durchschnittliche Lebenserwartung von Menschen der First Nations beträgt fünf bis sieben Jahre weniger als die weißer Kanadier.
Die 1998 gegründete Aboriginal Healing Foundation sollte dazu 350 Millionen Dollar an Gruppen und ihre Therapieprojekte geben. Zudem wurden landesweit zehn Kontaktstellen zu Heilungszentren (healing centres) ausgebaut. Auch die katholische und die anglikanische Kirche, die die Schulen geführt haben, beteiligen sich daran, Wiedergutmachung zu leisten, indem sie den Überlebenden („survivors“) der Schulen Therapiestätten finanzieren. Erst 2005 kam es zu einer Einigung auf 10.000 CAD für jedes der rund 80.000 einstigen Kinder. Heute versucht man durch Kampagnen gegen Drogen und Alkohol, der Depression und der Gewalt, oftmals den Spätfolgen dieser Vorgänge, entgegenzuwirken. Eine Kommission legte 2015 einen Bericht vor, in dem sie konstatierte, dass zwischen 1883 und 1996 über 150 000 Kinder die Internate besuchen mussten. „6000 Kinder starben an den Folgen der dortigen Quälereien.“ Bis 2015 waren rund 32 000 ehemalige Schüler mit einer Gesamtsumme von 3 Milliarden Dollar entschädigt worden, 6000 Anträge waren noch nicht bearbeitet.
Ein zweiter, scharf diskutierter Faktor ist der Umgang der Regierung und ihres Apparats mit den als „Indians“ bezeichneten Gruppen. Dabei stehen die Provinzregierungen stärker in der Kritik als die Bundesregierung. Das gilt erst recht für die für Indianer verantwortlichen Organisationen, wie das Department of Indian Affairs and Northern Development. Unter den Bedingungen langer Vernachlässigung, von Sesshaftmachung, Umsiedlung und Verdrängung – wie etwa für den Abbau von Rohstoffen – spitzten sich die Verhältnisse in manchen Reservaten derartig zu, dass es zu Aufständen kam, beispielsweise während der Oka- und Ipperwash-Krisen. Vor allem Jugendliche reagieren mit immer wieder aufkommenden Selbstmordhäufungen.
Die Arbeitslosigkeit ist in vielen, ländlich gelegenen Reservaten extrem hoch, was jedoch unter den Bedingungen einer Subsistenzwirtschaft weniger gravierende Auswirkungen hätte. Da aber vielfach der Zugang zu den natürlichen Ressourcen, zum Beispiel Fisch, erschwert wird, wächst die Abhängigkeit von staatlicher Alimentation. Dagegen haben sich immer wieder Gruppen zur Wehr gesetzt. Die Konflikte, wie etwa bei den Mi'kmaq, dauern noch heute an.
Obwohl sich die Situation zur Selbstversorgung und -verwaltung in den abgelegenen Wildnisregionen des Nordens zum Teil durch Klärung der Landrechtsfragen zum Teil geringfügig verbessert hat (etwa durch die Rückübertragung von 39.000 km² Land der Tlicho zwischen Großem Bären und -Sklavensee im Jahr 2003), bedrohen die durch den globalen Klimawandel massiv zunehmenden Waldbrände die Lebensgrundlage etlicher lokaler Gemeinschaften.
Daher fordern zahlreiche Stämme die Kontrolle über ihr Land, wenigstens über einen Teil ihres traditionellen Gebiets. Der dahinter stehende Grundkonflikt, dass Kanada bei relativ geringer Bevölkerung und großem Rohstoffreichtum zum Rohstofflieferanten der USA, aber auch anderer Staaten wird, spitzt sich seit Jahrzehnten zu. Dies bestätigte im August 2009 die Regierung Barack Obamas, als sie unter Hintanstellung des Klimaschutzes und der Rechte der Ureinwohner den Bau einer Pipeline für das Öl aus den Ölsanden von Alberta nach Wisconsin unterschrieb.
Hinzu kommt, dass das System der Wahlhäuptlinge und ihrer Berater vielfach eine neue Elite geschaffen hat, die im Gegensatz zur traditionellen Führungsgruppe steht. Daher sind manche Stammesgruppen politisch gespalten.

## Kulturelle Wiederbelebung

### Natürliche Ressourcen
Die Kulturen der First Nations wurden durch Zerstörung ihrer natürlichen Grundlagen – sei es der Büffelherden, der Wälder oder der Fischbestände –, durch mehrere Generationen überspannende Versuche der mehr oder minder zwangsweisen Assimilation – sei es durch erzwungene Sesshaftigkeit und bäuerliche Lebensweise, durch Verbot des Gebrauchs ihrer Sprachen und sonstigen kulturellen Äußerungen oder durch Missionierung – und nicht zuletzt durch enorme Bevölkerungsverluste (vor allem durch Epidemien) erschüttert.

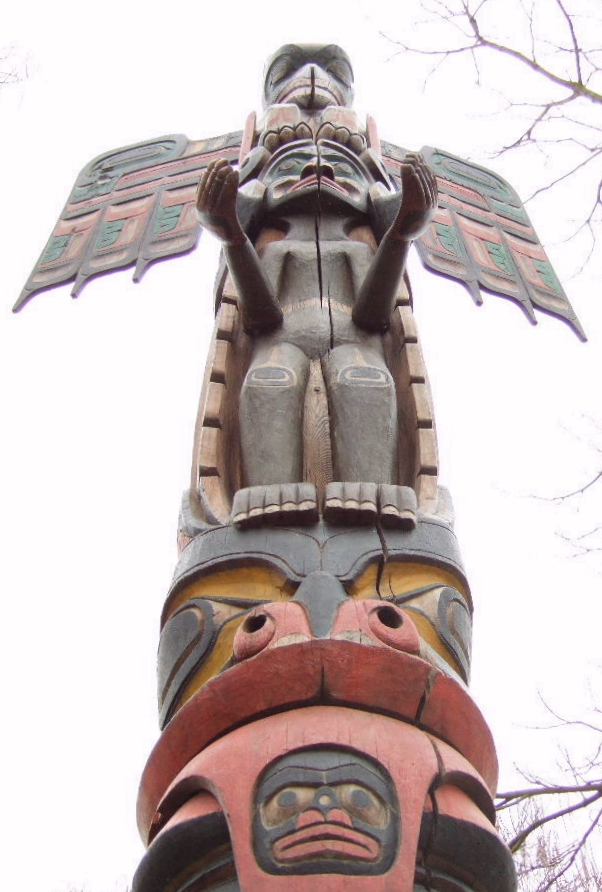
Von Häuptling Tony Hunt der damaligen Bundeshauptstadt Bonn geschenkter Totempfahl in den Rheinauen

Daher versuchen die Stämme, die als Inhaber ihres Stammesgebiets anerkannt sind, ihre natürlichen Ressourcen zurückzugewinnen, wie etwa die Nuu-chah-nulth in ihrem jahrzehntelangen Kampf um ihre Regenwälder. Darüber hinaus verbinden nicht nur politische Strukturen stammesübergreifend, sondern auch kulturelle Initiativen, wie die jährlichen Zusammenkünfte der Küsten-Salish. Zudem nehmen sie die Bildung und Ausbildung ihrer Kinder zunehmend in die eigene Hand oder setzen kurrikulare Änderungen durch, die auf ihre Kultur Rücksicht nehmen und koloniale Blickwinkel revidieren (vergleiche Residential Schools (Kanada)).

### Sprachen
Von besonderer Bedeutung ist die Wiederentdeckung der eigenen Sprachen (siehe Abschnitt Sprachen), von denen zahlreiche ausgestorben, viele bedroht und nur wenige gesichert sind. Sie gelten als Kern der Traditionswahrung. Verstärkt ab den 1970er Jahren entstanden vielfach mit Hilfe von Sprachwissenschaftlern und Ethnologen eigene Schriftsysteme und Initiativen, die dazu ermuntern sollten, die Muttersprache wieder zu lernen. Dazu bildeten zahlreiche Stämme Sommerschulen, Zusatzkurse, und zum Teil wurde die Muttersprache an den Schulen zur Zweitsprache neben Englisch erhoben. Zu zahlreichen Sprachen existieren inzwischen Wörterbücher, Radiosender bieten Sendezeiten in den lokalen Indianersprachen und auch das Internet gestattet den Zugriff auf Sprachkurse und Vokabelsammlungen. Dazu kommen erste Fernsehsender, wie die North West Indian News (NWIN) oder das Aboriginal Peoples Television Network.

### Kunst, Handwerk, Ritual

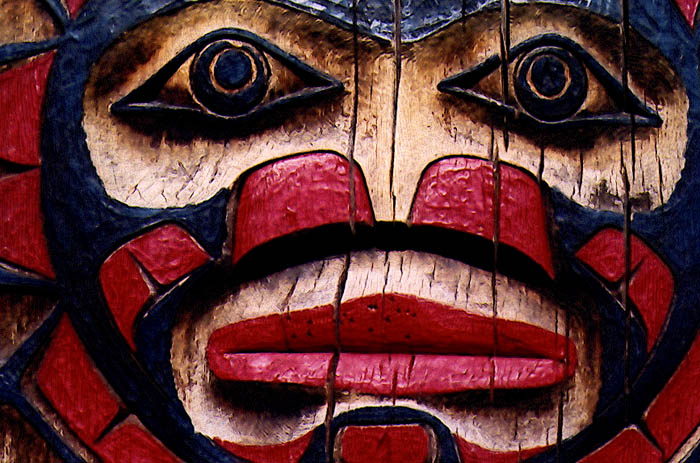
Detail eines Totempfahls vor dem Native Education College in Vancouver

Nicht zu unterschätzen ist die Rolle der bildenden indianischen Kunst, die auf traditionellen Motiven und Materialien aufbauend in einem expandierenden Kunstmarkt mitwächst. Zugleich entwickelt sie sich weiter. So sind Werke traditioneller Schnitzkunst von der Westküste, wie die Totempfähle und die Masken, seit langem zu Sammelobjekten geworden, die mühsam zurückgeholt, oder wenigstens nach Grundsätzen der zugrunde liegenden Kultur ausgestellt aber auch in ganz anderen Zusammenhängen eingesetzt und variiert werden. Diese Renaissance der Schnitzkunst ist mit dem Namen Mungo Martin (1879–1962) verbunden, einem traditionellen Häuptling der Kwakiutl.
In der Kulturtradition dominieren die sogenannte West Coast Native Art und die „Woodlands“-Schule der „Legend Painters“, dazu kommen seit den 1980er Jahren internationalistisch ausgerichtete Gruppen. Zunächst folgten die Westküsten-Schnitzkünstler in den 1960er Jahren den erfolgreichen Inuit, die bereits in den 1940er Jahren großes Ansehen genossen. Dies waren anfangs Angehörige der Haida, Tsimshian und der Kwakiutl, dann folgten Nuu-chah-nulth und Salish. In den 1970er und 1980er Jahren erlangte auch die Woodland-Schule Anerkennung, allen voran Norval Morrisseau, ein Ojibwa aus Nordwest-Ontario, der auch unter dem Namen Copper Thunderbird bekannt wurde und den man gelegentlich auch den „Picasso des Nordens“ nannte. Sie nährten sich aus dem reichen mythologischen und spirituellen Fundus ihrer Kulturen. Schließlich gelang es auch unabhängigen Künstlern, im Lauf der 1980er und 1990er Jahre in die Gruppe der führenden kanadischen Künstler vorzustoßen. Morrisseau repräsentierte 1989 als einziger Künstler Kanada im Museum für Moderne Kunst in Paris.
Für den sogenannten euro-kanadischen Markt entstanden Kunstwerke, die anfangs als Souvenirs diskreditiert, inzwischen aber Anerkennung gefunden haben. Zunächst begann dies mit Produkten für Touristen, wie beispielsweise Mokassins, kleinen Schnitzwerken, Körben oder Taschen, die an zentralen Sehenswürdigkeiten wie den Niagara-Fällen angeboten wurden. Diese Art des Kontakts zwischen indigenen Künstlern und Reisenden reicht bis ins 17. Jahrhundert zurück. Auch heute noch wird diese Kunst in allen Qualitätsstufen an Flughäfen, in Souvenirläden, Galerien und Museen angeboten. Oftmals ist diese Kunst aber nur ein Spiegel der Erwartungen der Käufer, weniger Ausdruck der indianischen Kunst.
Traditionelle Kunst deckt also die Erwartungen von Kunst ab, die an sie herangetragen werden, versucht aber auch einen Kompromiss zwischen euro-kanadischer und indianischer Tradition. Sie dient vielfach einer Werkproduktion, die nicht als Kunst aufgefasst wird, sondern ausschließlich rituellen Zwecken dient, und damit vor der Öffentlichkeit weitgehend verborgen bleibt. Künstler wie der Haida Tony Hunt, der der Stadt Bonn 1979 anlässlich der Bundesgartenschau eine Skulptur schenkte, Robert Davidson (* 1946) und Bill Reid (1920–1998) knüpften dabei – trotz des Verbots öffentlicher Rituale wie des Potlatch – an die Traditionen an, die vor allem von den Haida Charles Edenshaw (um 1839–1920), Willie Seaweed (1873–1967) und Mungo Martin (1879/82–1962) von den Kwakiutl ererbt waren.

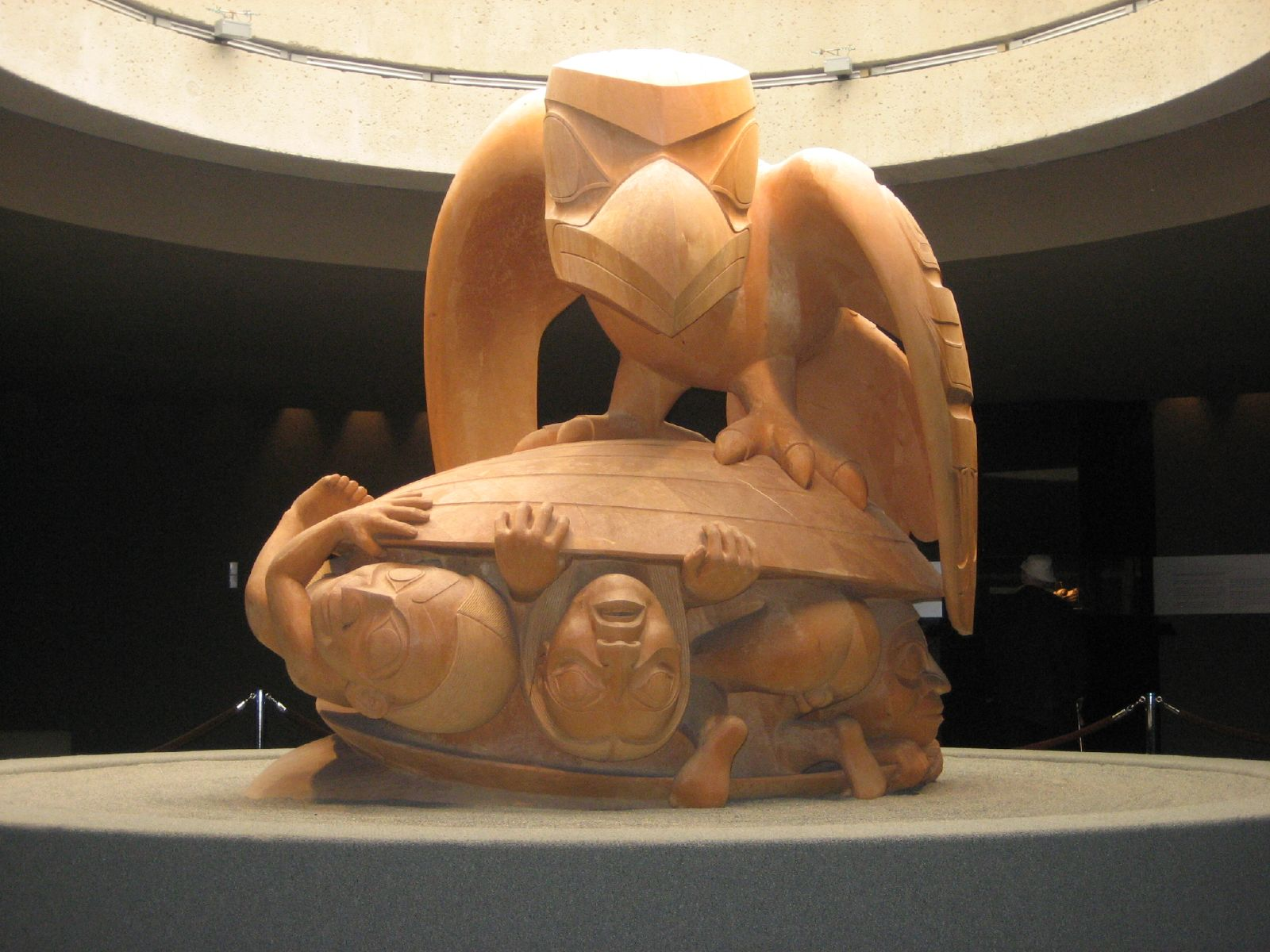
Skulptur von Bill Reid: Schöpfungsgeschichte der Haida, in der der Rabe Menschen in einer Muschel findet (Foto: Joe Goldberg)

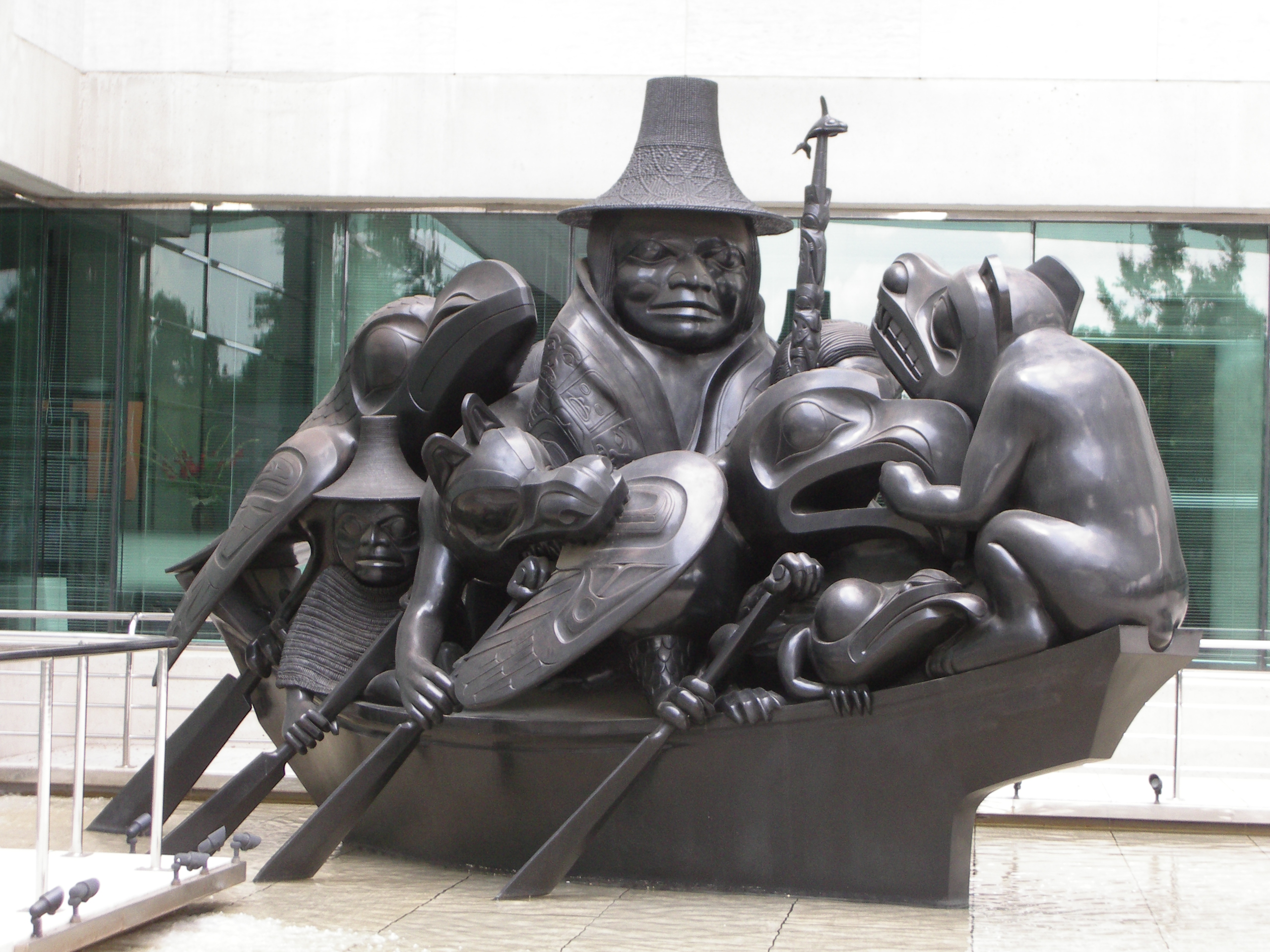
Spirit of Haida Gwaii, the Black Canoe von Bill Reid

Bill Reid war einer der Meister der großen Holzskulpturen, wie etwa „Raven Discovering Mankind in a Clamshell“ von 1983, die im Anthropologischen Museum der University of British Columbia steht, doch arbeitete er auch in Bronze („Killer Whale“ von 1984 im Vancouver Aquarium im Stanley Park). Das bekannteste Werk ist möglicherweise sein „Spirit of Haida-Gwaii“ (1991) in der kanadischen Botschaft in Washington, D.C., dessen Bearbeitung er aus Protest gegen die Abholzung der Queen-Charlotte-Inseln (Haida Gwaii) unterbrach.
Zwischen diesen ganz am klassischen Stil orientierten Arbeiten und euro-kanadischen stehen die Arbeiten von Norval Morrisseau, der stark von seinem Großvater, einem Medizinmann beeinflusst war, und den Malern Jackson Beardy (1944–1984), Blake Debassige (* 1956) und Carl Ray (1943–1978). Die beiden älteren gründeten zusammen mit fünf weiteren Künstlern 1973 die Indian Group of Seven. Neben zeitgenössischen Einflüssen verarbeiteten sie piktographische Traditionen der Algonkin und Petroglyphen der Kulturen des kanadischen Schilds.
Künstler wie Carl Beam (1943–2005), der durch Multimediaarbeiten hervorsticht, Bob Boyer (* 1948), Robert Houle (* 1947), der am Ontario College of Art and Design arbeitet, Alex Janvier (* 1935) oder Edward und Jane Ash Poitras oder Pierre Sioui betrachten sich hingegen in erster Linie als Künstler. Wenn sie sich als Künstler zu Fragen der First Nations äußern, dann eher aus politischen Gründen. Meist stehen dann ökologische Probleme, Armut und Gewalt, entmenschte Technik und Spiritualität im Vordergrund. Dabei lassen sie sich ungern als „Indianerkünstler“ etikettieren. Wenn etwa Beam historische Bezüge entwickelt, dann aus allen greifbaren Kulturen.

### Musik
Entsprechend den Traditionen der Kulturareale, lassen sich auch die Musiktraditionen räumlich einteilen. Systematische Sammlungen indianischer Musik begannen jedoch erst Anfang des 20. Jahrhunderts. W. H. Mechling nahm 1911 Lieder der Malecite und Mi'kmaq auf, und Julien Tiersot publizierte in diesem Jahr die Erträge seiner Besuche in Kahnawake und Lorette. Zugleich nahm Marius Barbeau Gesänge der Huronen, Algonkin und Irokesen auf, wobei letztere die größte Aufmerksamkeit auf sich zogen. Dabei war Edward Sapir letztlich der Initiator. Ebenfalls aus anthropologischem Interesse nahm Frank Speck bei Delaware und Tutelo im Reservat der Six Nations in Ontario seine Tätigkeit auf und sammelte Musikinstrumente.
Erst der Anthropologin und Tänzerin Gertrude Prokosch Kurath (1903–1992) gelang es jedoch, ein Notationssystem für die Irokesentänze zu entwickeln. Mit William Fenton entstanden Untersuchungen zu rituellen Tänzen (The Iroquois Eagle Dance, 1953) und den Medizingesellschaften (The False Faces of the Iroquois, Norman, Oklahoma 1987).

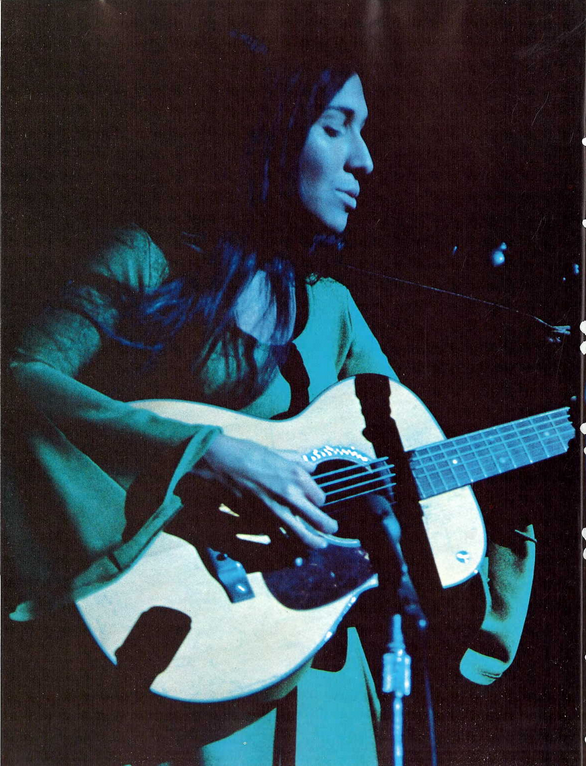
Buffy Sainte-Marie (Universal Soldier) auf dem Campus der University of Michigan, 1967. Sie wuchs in einem Cree-Reservat in Saskatchewan auf.

Nur wenige andere Stämme wurden untersucht. Aufmerksamkeit fanden die Naskapi im Norden von Labrador in den 1960er und die Algonkin in den 1970er Jahren. Richard Preston untersuchte die Cree-Musik, dazu kamen Untersuchungen zur Musik der Ojibwa. In den Prärien waren es zudem die Blackfoot und Sarcee (Jane Richardson Hanks, 1939, und Pliny Goddard), wobei Forscher aus den USA bereits um 1900 wichtige Beiträge leisteten. Trotz des großen Interesses am Sonnentanz beschäftigten sich nur wenige mit den kanadischen Verhältnissen.
Robert Witmer hingegen untersuchte sowohl die traditionelle, als auch die von den Blood adaptierte Country- und Westernmusik sowie christliche Hymnen.
Im Westen ist die Dokumentation noch dünner. James Teit nahm Gesänge der Sikani, Tahltan, Tlingit, Carrier, Okanagan und Nlaka'pamux in British Columbia auf, Alden J. Mason sammelte 1913 bei den Sikani bis zum Großen Sklavensee. Weitere Sammlungen folgten in den 1970er und 1980er Jahren.
Die Küsten-Salish untersuchte Wendy Bross Stuart, die Dogrib June Helm und Nancy Lurie, die Kutenai Norma McLeod.
Im Gegensatz dazu erfreute sich der Nordwesten schon aufgrund seiner sonstigen Kunst frühen Interesses. Henri Tate sammelte zwischen 1906 und 1909 Texte der Tsimshian, Frances W. Galpin beschrieb die Instrumente bereits 1903. Es folgten die Tänze der Kwakiutl, die Gesänge der Haida, die der Stämme am Nass und am Skeena River, und Edward Sapir sammelte bei den Nuu-chah-nulth (Nootka). Elizabeth Cass untersuchte die Musik der Gwich'in 1959, Catherine McClellan besuchte von 1962 bis 1968 das südliche Yukon-Gebiet. Eine der reichhaltigsten Sammlungen lieferte Ida Halpern 1949 von den Häuptlingen der Nuu-chah-nulth und der Haida. Sie befasste sich dabei etwa mit der Bedeutung von Silben ohne Bedeutung.
Erst in den 1980er Jahren begannen die First Nations, über Stammesversammlungen, Konferenzen der Älteren (Elders) und Kulturzentren die Forschungen selbst zu betreiben.
Viel stärker wurde der rituelle Vollzug und die Stabilisierung gesellschaftlichen Zusammenhangs durch Tanz und Musik betont, aber auch der Zusammenhang zur umgebenden Musikkultur sowie der Instrumentenbau.
Nun setzten, auch mittels neuer Medien, Publikationen ein, unter ihnen Robert Witmer: The Musical Life of the Blood Indians (1982), Anton Kolstee: Bella Coola Indian Music: A Study of the Interaction between Northwest Coast Indian Structures and their Functional Context (1982). Dazu kamen Labels, die von Indianern getragen wurden, wie Iroqrafts und Sunshine records, die der Musik einen Markt eröffneten. Das Saskatchewan Indian Cultural Centre in Saskatoon und das Ojibwe Cree Cultural Centre in Timmins unterstützen kommerzielle Aufnahmen sowie Begleitbücher. Ähnliches gilt für das Woodland Indian Cultural Education Centre in Brantford.

## Religion

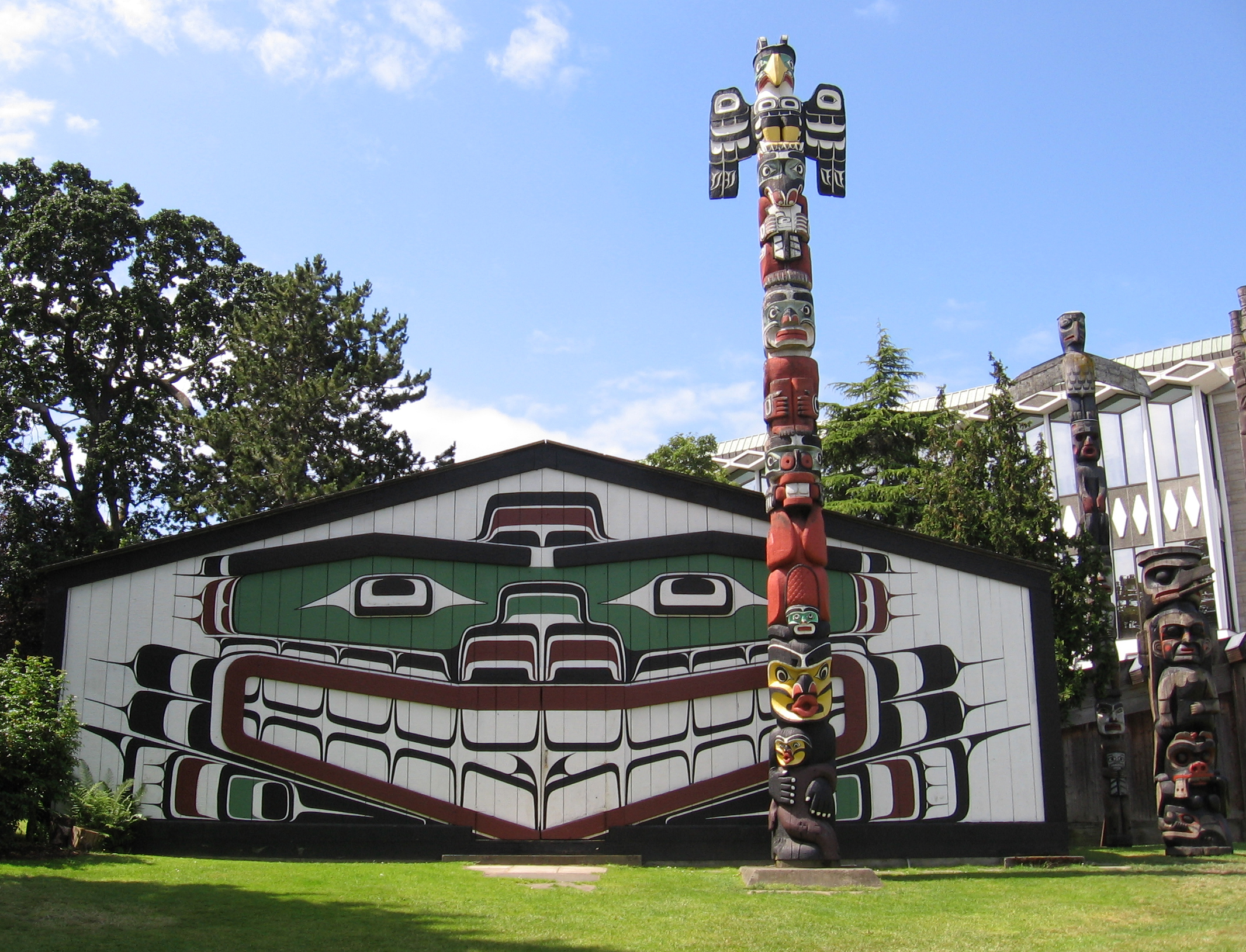
Großes Haus des Kwakiutl-Häuptlings Mungo Martin vor dem Royal British Columbia Museum

Das religiöse Weltbild war grundlegend von animistischen Vorstellungen geprägt (alles wird als von Geistern beseelt betrachtet). Mythen bestimmten die Weltordnung. Spirituelle Äußerungen dieser Art basieren auf einem engen Verhältnis zur natürlichen Umgebung. Daher spielten Wetter, Pflanzen und Tiere, die Erde, der Himmel und Wasser bedeutende Rollen. Schöpfungsmythen und die kollektive Erinnerung an einen häufig aus dem Tierreich stammenden gemeinsamen Vorfahren sowie der Glaube an einen Großen Schöpfer waren Grundzüge der Religionen. Fast alle Ethnien hatten religiös-spirituelle Spezialisten, die heute vereinheitlichend Schamanen genannt werden, obgleich nur die „Angakoks“ der Inuit übereinstimmend zum Schamanismus gezählt werden.
Insgesamt beruhten die indigenen Religionen nicht auf einer Heilsgeschichte, sondern auf der Heiligkeit von Orten, Ritualen oder dazugehörigen Gegenständen, von Wissen und Geschichten, Tänzen und Musik sowie Personen. Religionen waren orts- und verwandtschaftsspezifisch und besaßen keinerlei universellen Geltungsanspruch.
Zum Repertoire der voreuropäischen Bildung gehörte das Rezitieren mündlicher Überlieferung, wozu Familiengeschichten, Geschichte und Genealogie, Legenden und Mythen gehörten. Diese Aufgabe oblag den Älteren (Elders), bei Schamanen geschah dies häufig durch eine Art Mentor, vielfach auch durch spontane Visionen. Schon als Kinder wurden bei manchen Stammesgruppen, wie den Küsten-Salish, die „Historiker“ der Familien und Stämme ausgewählt und unterrichtet.
Das Christentum wurde nach den Erschütterungen der schweren Epidemien als eine Form der religiösen Heilung betrachtet, indianische Selige und Heilige wie Kateri Tekakwitha dienten als Vorbilder. Daher war die stärker auf Riten setzende katholische Mission nicht nur im französischsprachigen Gebiet sehr erfolgreich, sondern auch im Westen. Bei der Missionierung spielten zunächst die Jesuiten eine Hauptrolle, im 19. Jahrhundert eher die Oblaten. Daneben versuchten Methodisten und Baptisten zu missionieren. So bilden die christlichen Bekenntnisse der First Nations heute einen konfessionellen Flickenteppich, wozu sich eigene, eklektische Formen gesellten, wie die Indian Shaker Church.
Auch zahlreiche Züge der voreuropäischen Spiritualität haben sich erhalten oder sind wiederbelebt und weiterentwickelt worden. Sie werden bei gemeinsamen Festen rituell begangen. Dabei werden viele Rituale nach wie vor nur innerhalb begrenzter Gruppen oder von Geheimgesellschaften geübt und weitergereicht. Ähnliches gilt für rituelle Gegenstände, Tänze oder Erzählungen, die nur bestimmten Personen zustehen und nur von ihnen zu bestimmten Anlässen benutzt werden dürfen. Dabei spielt vor allem der Begriff der „Medizin“ eine bedeutende Rolle. Die Midewiwin oder Grand Medicine Society etwa, die an der Ostküste und an den Großen Seen verbreitet ist, geht dabei nicht auf „Medizin“ im europäischen Sinne zurück, sondern auf eine Art spiritueller Medizin. Dabei steigt der Gläubige in mindestens vier Initiationsstufen in entsprechenden Ritualen auf. Zur Aufzeichnung komplexer Vorgänge oder historischer Ereignisse benutzten diese Gesellschaften Wiigwaasabak, Birkenrinde, auf der verschlüsselt spirituell bedeutsames Wissen eingeritzt wurde – eine Tradition, die mindestens bis in das 16. Jahrhundert zurückreicht.

## Politik
Seitens der kanadischen Regierung ist das Department of Indian Affairs and Northern Development (auch Indian and Northern Affairs Canada, kurz INAC genannt) für die First Nations zuständig. Jede Provinz wiederum hat ein Ministerium, das gleichfalls mit dieser Thematik befasst ist. Inzwischen nennt sich die Bundeseinrichtung Indigenous and Northern Affairs Canada.
Daher werden die seit 1973 bestehenden Vertragsverhandlungen mit First Nations nicht nur von Ottawa geführt, sondern auch von den Provinzen. Jede Provinz geht dabei auf eigene Art und Weise vor. British Columbia beispielsweise setzte 1993 die B.C. Treaty Commission ein, um Verträge auszuhandeln, doch sind bisher nur sehr wenige abgeschlossen worden – möglicherweise scheitert der Prozess auch. Denn seit David Vickers, Richter am Obersten Gerichtshof, den Xeni Gwet'in westlich des Williams Lake rund die Hälfte ihres traditionellen Territoriums von 4.000 Quadratkilometer zugestanden hat, steht der Verhandlungsprozess wohl vor seinem Ende.
So stecken die Vertragsverhandlungen zwischen Kanada und den Provinzen auf der einen Seite und den First Nations auf der anderen seit 2007 fest. In British Columbia warten die Lheidli T'enneh und die Tsawwassen zwar nur noch auf die Ratifizierung durch das Parlament, und auch von den Nuu-chah-nulth haben sich fünf kleine Stämme zusammengefunden und sich 2007 für einen Vertrag entschieden, der im Juni 2009 ratifiziert wurde, doch andere haben die Verhandlungen abgebrochen, weil sie darin einen Bruch älterer Verträge sehen oder eine schleichende Enteignung.
Die Frage nach der Möglichkeit quasi-staatlicher Souveränität mit entsprechenden Territorien steht dabei in hartem Kontrast zum Versuch der Provinzen, die Stämme als Summe von Individuen zu behandeln. Den Stämmen soll ein Teil ihres traditionellen Gebietes zurückgegeben werden, doch nicht mehr als unverkäufliches Kollektiveigentum, wie die Reservate, sondern als privater, veräußerlicher Besitz. Angesichts der Armut vor allem ländlicher Gemeinden in abgelegenen Gebieten ist abzusehen, dass dies zum Verkauf großer Teile indianischen Landes führen würde, eine Assimilationsstrategie, wie sie die Vereinigten Staaten bis in die 1970er Jahre betrieben haben.
Auf der anderen Seite steht die Assembly of First Nations als eine Art Dachorganisation. Sie ist aber nicht nur das Sprachrohr aller kanadischen Indianer und führt die aufwendigen Prozesse vor kanadischen Gerichten, sondern betätigt sich inzwischen über die Staatsgrenzen hinaus, etwa bei den Vereinten Nationen, wenn es um Menschenrechtsfragen geht. Zahlreiche Tribal Councils, Stammesräte, die manchmal nur wenige, manchmal mehrere Dutzend Stämme und Unterstämme vertreten, bewahren oftmals die Archive auf, führen die Vertragsverhandlungen und bilden meist eine Vertretung der sich sprachlich-kulturell nahestehenden Stämme gegenüber der Regierung, wirken aber auch auf die Stämme zurück. So hat etwa der Nuu-chah-nulth Tribal Council das Zusammengehörigkeitsgefühl der beteiligten 14 Stämme, die bis dato noch nicht einmal einen eigenen übergreifenden Namen hatten, erheblich gefördert.

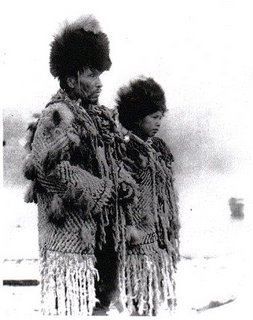
Häuptling George von den Squamish (Sḵwx̱wú7mesh) im Südwesten British Columbias und seine Tochter, 1908

Unterhalb dieser Ebene liegen zwei Systeme im Widerstreit, nämlich das von der Regierung vorgeschriebene System gewählter Häuptlinge und ihrer Berater einerseits und andererseits das vielfach noch vorhandene oder wiederbelebte System der traditionellen Häuptlinge. Bei vielen Stämmen beherrschen die von der kanadischen Regierung von Anfang an geförderten Wahlhäuptlinge die Stammesräte, die wiederum zahlreiche politisch und wirtschaftlich bedeutende Positionen vergeben. Schließlich wird es, da sehr viele Indianer in den Städten leben, immer schwieriger, diese Menschen in die vorhandenen Strukturen auch politisch einzubinden. Änderungen im Abstimmungsrecht tragen dieser Entwicklung zum Teil Rechnung, doch birgt diese Steuerung von außerhalb auch neue Risiken.
Die sozialen Probleme, wie Armut, schlechte Gesundheit, Alkohol- und Drogenprobleme, das Auseinanderbrechen von familiären Strukturen und eine hohe Selbstmordrate, gelangten erst durch gewalttätige Aufstände und durch Kommissionsberichte an die Öffentlichkeit. Zudem ist für zahlreiche Gruppen, die eine Art Subsistenzwirtschaft betreiben, das Fisch- und Jagdrecht überlebensnotwendig. Beschränkungen und ökologische Probleme, die häufig zu Verzehrverboten führen oder gar zum Verschwinden wichtiger Arten, aber auch Zwangsumsiedlungen treffen diese Gruppen besonders. 2008 entschied der Oberste Gerichtshof, dass Sonderrechte der Indianer bei der Nutzung natürlicher Ressourcen verfassungskonform seien.

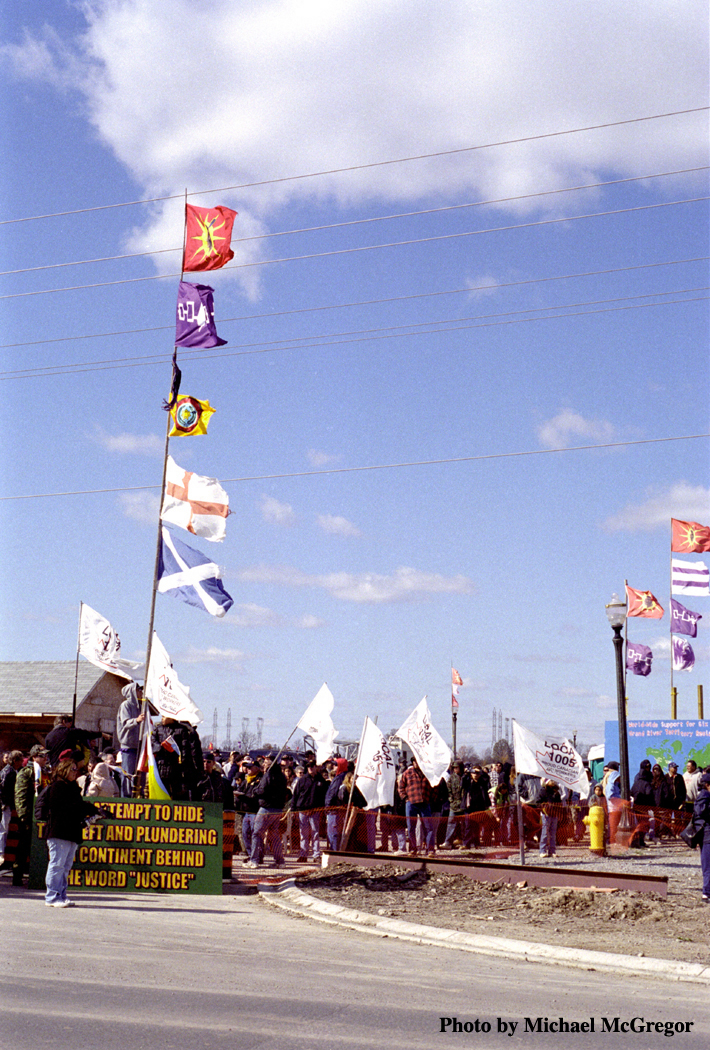
Besetzung an den Douglas Creek Estates während der Caledonia-Landbesetzung, 15. Oktober 2006

Andere Auseinandersetzungen berühren die Frage des Landbesitzes – der Caledonia Land Dispute in Ontario dauerte von 2006 bis 2014 – oder soziale Fragen – 2005 erreichte etwa die Trinkwasserkrise der Kashechewan nationales Medieninteresse. Im Juli 2008 sagte der zuständige Minister zu, dass es nie wieder dazu kommen werde, dass ein Rohstoffunternehmen auf heiligem Grund oder dem Gebiet einer First Nation ohne deren Einverständnis tätig werde. Das entsprechende Gesetz von 1873 würde geändert werden.
Insgesamt ist die Politik der Zuwendungen an die First Nations umstritten. Neben der INAC existieren 33 Organisationen, die für die Verwaltung der Zuwendungen zuständig sind. Insgesamt seien, so heißt es im The Canadian, 6199 Beiträge an 2054 Empfänger (First Nations, Provinzen, sonstige Organisationen) in einem Gesamtumfang von 5.606.665.491 Dollar gezahlt worden, doch gibt es hierüber keine eindeutigen Angaben. Durch diese Verpflichtungen neigen die Provinzen dazu, der Abwanderung aus den Reservaten tatenlos zuzusehen, denn sie erspart ihnen erhebliche Kosten.
Heute gibt es Bemühungen wirtschaftlicher und kultureller Erholung. Letztere kreist zum einen um die Sprache und die Rituale, bei einigen Stämmen aber auch um die Wiederherstellung der eigenen Gesellschaftssysteme und die Forderung nach Selbstregierung. Erstere bemüht sich, traditionelle Ressourcen und Kulturtechniken zurückzugewinnen, dazu kommen neue Einnahmequellen wie Spielkasinos und Tourismus.
Erst seit 1951 können Frauen Häuptling werden, wobei berücksichtigt werden muss, dass Frauen in Kanada ab 1916 sukzessive wahlberechtigt wurden, als letzte Provinz folgte Québec jedoch erst 1940. Zum anderen spielten Frauen bei den matrilinearen Stämmen, vor allem den Irokesen, traditionell eine größere Rolle in der Politik. Der erste weibliche Häuptling war Elsie Marie Knott von den Mississauga of Mud Lake, die seit 1964 Curve Lake heißen und in Ontario leben. Schon 1953 waren 21 Frauen Chief oder Councillor, 1972 entstand die Ontario Native Women’s Association, 1974 die Native Women’s Association of Canada. 2008 gab es 64 weibliche chiefs. In der Öffentlichkeit wurde bis 2015 die staatliche Untätigkeit bei der Bekämpfung von Gewalt gegen Frauen kritisiert, insbesondere die fehlende Aufklärung von mehreren hundert Fällen, in denen Frauen verschwunden sind, die höchstwahrscheinlich zu großen Teilen Gewaltverbrechen zum Opfer fielen. 2015 stellte eine Untersuchung fest, dass in den letzten drei Jahrzehnten fast 1200 indigene Frauen ermordet wurden, wobei 225 Fälle ungeklärt waren. Die Regierung Justin Trudeau ging das Problem sofort nach ihrem Antritt mit einer Kommission über verschwundene indigene Frauen in Kanada an, die mit weitreichenden Vollmachten gegenüber Bundesbehörden und mit erheblichen Finanzmitteln ausgestattet ist; das Ergebnis ihrer Arbeit lag im Juni 2019 vor und ist online gestellt.
Die Zersplitterung und Individualisierung schreitet jedoch voran, eine neue Führungsschicht ist entstanden, die die Verwaltung dominiert. Daneben existieren traditionelle Herrschaftsstrukturen und weiterhin die der traditionellen Jagd nachgehenden Familien.
Der Handlungsdruck wächst allein schon deshalb, weil der Anteil und die Zahl der jungen Erwachsenen und der Kinder schnell wächst, sie aber weder in der einen noch in der anderen Gruppe ausreichend vertreten sind. Auch der Anteil der städtischen Bevölkerung nimmt stetig zu.
Seit dem Tod eines fünfjährigen Mädchen der Fisher River Cree Nation, das im März 2006 ermordet wurde, sind einige Provinzen dazu übergegangen, für erheblich mehr Sozialarbeiter zu sorgen, wie es sie für die übrige Bevölkerung seit langem gibt. Allein in der Provinz Manitoba handelt es sich dabei um rund 8000 Kinder, die als missbraucht oder vernachlässigt gelten, viele von ihnen leben in Pflegefamilien außerhalb der Reservate. Hundert Sozialarbeiter sollen sich allein in Manitoba um die betreffenden Familien kümmern.
Adele Perry und Mary Jane Logan McCallum haben 2018 die systemische Diskriminierung dargestellt am Tod des behinderten Brian Sinclair 2008, der 36 Stunden lang in Winnipeg in einer Notaufnahme nicht behandelt, noch nicht einmal beachtet worden ist und während dieser Zeit, vom medizinischen Personal unbemerkt, verstarb. Ein Wachmann entdeckte den Toten. Der folgenden offiziellen Untersuchung bis 2014 werfen die Autorinnen vor, den gesellschaftlichen Hintergrund „Rassismus“ und die todbringenden Denkweisen der beteiligten Weißen ignoriert zu haben.

## Wirtschaft
Folgt man dem Employment Equity Act, das die Gleichbehandlung sicherstellen soll, so sollen die Ureinwohner genauso bei der Beschäftigung gefördert werden, wie sichtbare Minderheiten (visible minorities), zu denen vor allem Asiaten, Lateinamerikaner und Afrikaner zählen, Frauen und Behinderte. Während die Arbeitslosenquote innerhalb der Reservate von 2001 bis 2006 von 26 auf 23 % sank, verringerte sie sich außerhalb der Reservate von über 16 auf 12 bis 13 %. 1996 hatte die Arbeitslosenquote in den Reservaten noch bei 29 % gelegen, doch schwanken die Zahlen regional extrem stark und reichen bis zu 80 %. Das durchschnittliche Jahreseinkommen stieg von 1990 bis 2000 um 31,5 % (registrierte Indianer in den Reservaten), hingegen stieg das Durchschnittsgehalt in der übrigen Bevölkerung um 172 %. Während das Jahreseinkommen bei 32.176 CAD (2001) lag, verdienten Nicht-Indigene 43.486 CAD.
Über Selbstverwaltung und Tourismus entstehen in den zahlreiche Parks, die in den letzten Jahrzehnten entstanden sind, für viele Reservatsbewohner Arbeitsplätze, die weder die natürlichen Ressourcen im bisherigen Ausmaß zerstören, noch von staatlicher Wohlfahrt abhängig halten. Dennoch wächst die Unzufriedenheit der Stämme, bei denen die Jungen inzwischen eine Mehrheit bilden und in Kürze auch politisch dominieren werden.

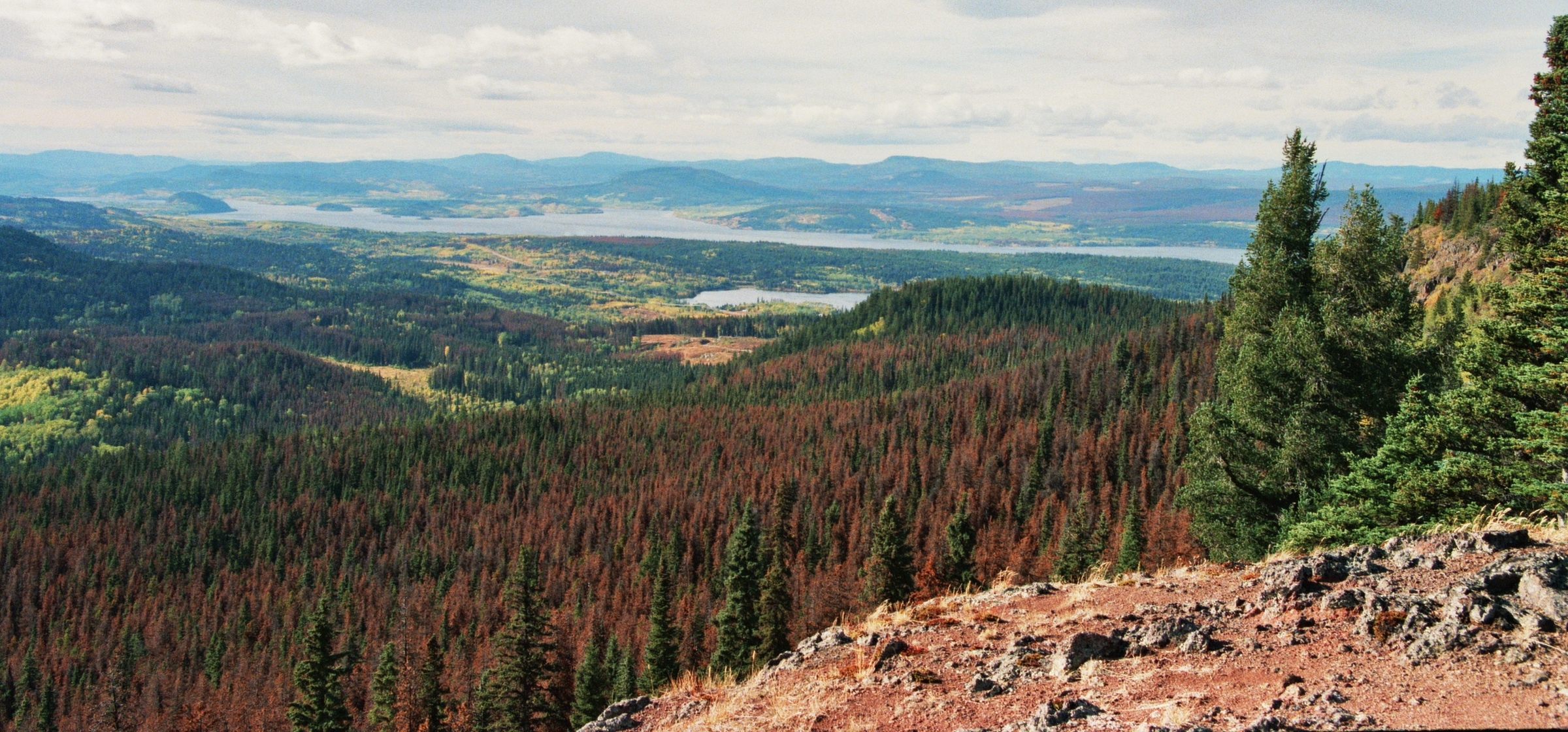
Von Bergkiefernkäfern (pine beetles) getötete Bäume am Fraser Lake in British Columbia

Die Fischerei dient dem Lebensunterhalt, doch ist die kommerzielle Fischerei nur eingeschränkt möglich, zumal die Lachsbestände in British Columbia, aber auch die Fischbestände im Osten stark zurückgegangen sind. Auch die Holzindustrie steckt in einer schweren Krise, da große Mengen überschüssigen Holzes durch die katastrophalen Verluste, die der Bergkiefernkäfer anrichtet, auf den Markt drängen und damit die Preise fallen lassen. Hingegen sorgten die steil ansteigenden Rohstoffpreise von 2006 bis 2008 erneut für Konflikte, und so wuchs der Druck auf die Stämme, Abbaugenehmigungen zu erteilen, wie etwa bei den Innu in Labrador. Hohe Energiepreise führen inzwischen zum Ausbau der Wasserkraft, wozu British Columbia entsprechende Initiativen ergriffen hat, um unter der Federführung von BC Hydro Stauseen zu errichten, wie bei den Klahoose.
Neben den traditionellen Wirtschaftsweisen ergeben sich Erwerbsmöglichkeiten durch Überlassung von Land an Rohstoff- und Energieunternehmen. Die ländliche Wirtschaftsbasis wird durch Holzeinschlag oder nachhaltige Forstwirtschaft, Gewinnung von Wasserkraft, Wind- und Sonnenenergie, eigenen Rohstoffabbau, Tourismus, Kunsthandwerk und Landwirtschaft ausgeweitet, deren Kreditausstattung seit 1996 von einer eigenen First Nations Bank of Canada ausgedehnt wird. Darüber hinaus wachsen zwei Bereiche in den letzten Jahren besonders schnell: Glücksspiel in Verbindung mit Entertainment sowie Wirtschaftskontakte mit anderen indigenen Völkern.

### Kasinos

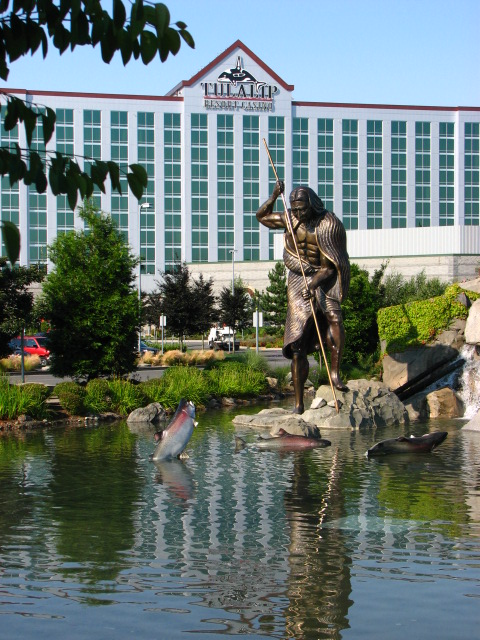
Resort der Tulalip auf der anderen Seite der Grenze

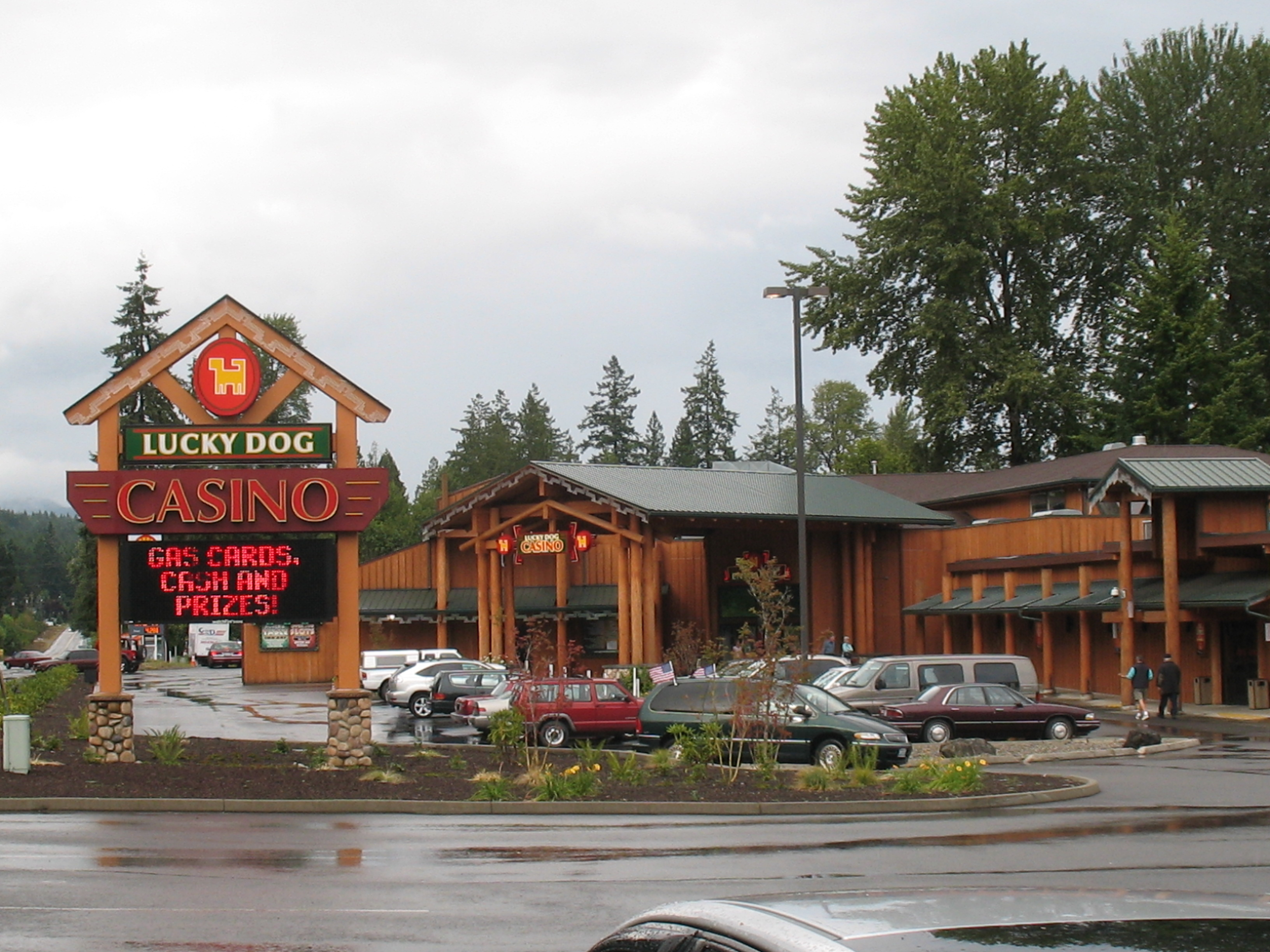
Spielkasino der zu den Küsten-Salish zählenden Skokomish

In Kanada spielen Kasinos, die sich immer mehr zu touristischen und Entertainment-Unternehmen entwickeln, eine wesentlich geringere Rolle, als in den USA. So ist die Zahl der großen Kasinos mit 17 noch sehr gering. Dabei gehen die Glücksspielstätten schon seit 1925 auf fahrende Karnevalsveranstaltungen zurück, wobei es sich eher um Spiele wie Dart handelte. Im Rahmen von Landwirtschaftsausstellungen wurden ab 1969 erstmals Genehmigungen zum ortsfesten Glücksspiel ausgesprochen, ebenso wie ab 1975 für gemeinnützige Zwecke. 1980 entstand die erste dauerhafte Einrichtung in Alberta. Doch erst ab 2001 gestattete die Provinz Alberta Kasinos in den Reservaten, ein Moratorium scheiterte 2002. Seit 2005 nimmt die Zahl der Anträge auf Eröffnung eines solchen Kasinos stetig zu. Alle Kasinos, nicht nur die der Indianer, müssen erhebliche Teile ihrer Gewinne zu gemeinnützigen Zwecken abführen. 40 % der in Reservaten erzielten Gewinne fließen in einen Fonds, aus dem die Stämme Albertas ihre gemeinschaftlichen Aufgaben finanzieren. Dabei stehen allerdings drei Viertel dem betreibenden Stamm als Gastgeber zu. Zu den Glücksspielstätten kommen Rennbahnen, sogenannte Racinos. Im September 2010 gab es in Kanada 70 Kasinos und 28 Racinos, dazu kamen in Trois-Rivières und Québec sogenannte Ludoplex facilities.

### Wirtschaftsfaktor Indigene Völker
Inzwischen spielen die Beziehungen der Ethnien untereinander eine immer wichtigere Rolle. Dieser Trend hat die nationalen Grenzen längst überschritten. So finden sich die nördlichsten Stämme in Verbänden der arktischen Völker wieder, andere knüpfen Kontakte zu indigenen Völkern in Asien und Australien. Im Jahr 2007 traf König Tuheitia Paki von den neuseeländischen Māori, genauer der aus 127.000 Menschen bestehenden Tainui-Stammesvereinigung, eine Delegation der Squamish und Nisga’a in Vancouver. Dort wurde bei gemeinsamen Feierlichkeiten kulturelle und wirtschaftliche Zusammenarbeit vereinbart. Die Māori investierten erhebliche Summen in Unternehmen der indigenen Völker und wollen dies in Kanada fortsetzen. Das gilt vor allem für die Stämme, die über Rohstoffvorkommen verfügen. So wird heute die Abgrenzungsdefinition gegenüber der Vorherrschaft der dominierenden Völker, sei es in Asien, Australien oder Amerika, zunehmend zu einem ökonomischen Faktor, der aus der Erkenntnis der Jahrhunderte währenden Marginalisierung gespeist wird.

## Bildung

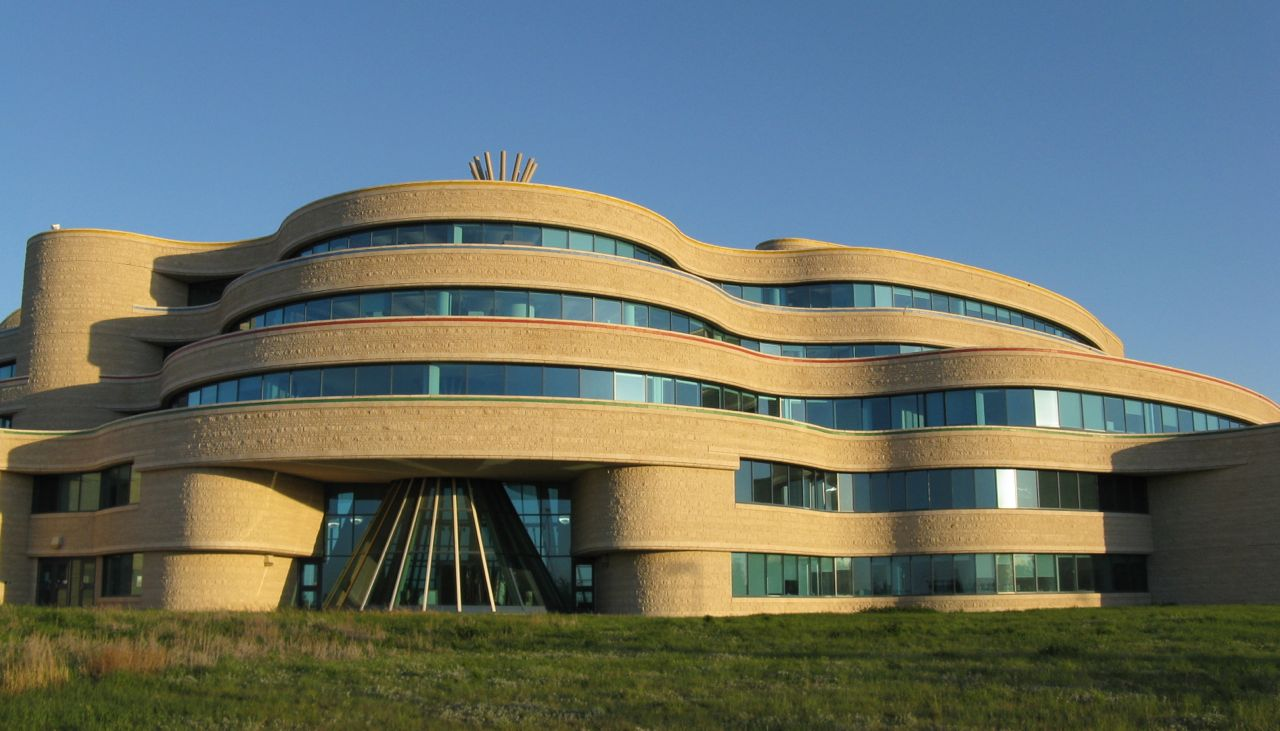
First Nations University, Regina

In einem stark von Dienstleistungen und dem Rohstoffsektor geprägten Land wie Kanada basiert der Zugang zum Arbeitsmarkt auf guter Bildung und Ausbildung sowie auf Erreichbarkeit der Arbeitsstätten. In beiderlei Hinsicht stehen die ländlich lebenden Indigenen großen Problemen gegenüber.
Nachdem das Internatssystem in den 1960er bis 1980er Jahren aufgelöst wurde, übernahmen verschiedene Instanzen einige der Schulen, vor allem wurden aber neue errichtet. Indianische Bürgerrechtler und Organisationen forderten 1972, dass sie selbst die Schulen führen sollten. Gerade für die oftmals sehr ländlichen Reservate ist die Anbindung an das Internet dabei inzwischen von großer Bedeutung, die von SchoolNet gefördert wird. Im Bereich der Ausbildung investiert neben anderen Konzernen auch Siemens.
Auffällig ist, dass der Anteil der Schüler, die einen höheren Bildungsabschluss erreichen, im Vergleich zur übrigen kanadischen Bevölkerung erheblich niedriger ist. So erlangten nach einem Regierungsbericht nur rund 27 % der 15- bis 44-Jährigen ein sogenanntes post-secondary certificate, diploma oder degree, ein Anteil, der ansonsten bei 46 % liegt. Da gleichzeitig die Zahl der Jungen rapide wächst, versuchen Programme, Stipendien und dergleichen, die Zahl der Studenten zu erhöhen, doch wurden diese Mittel inzwischen gekürzt. Darüber hinaus wird der Übergang zu höherer Bildung von bürokratischen Hürden, und vielfach von den großen Entfernungen bis zur Bildungsstätte behindert.
Eine der Ursachen, warum das Interesse an der technischen Ausbildung von Indianern zunimmt, ist die Tatsache, dass die vor allem vom Rohstoffboom getriebene Wirtschaft diese Rohstoffe meist in der Nähe von Reservaten ausbeutet. Das Arbeitskräftepotential ist dementsprechend nah, die Bereitschaft anderer Arbeitnehmer, dauerhaft in die klimatisch ungünstigen Gebiete zu ziehen, ist eher gering. Dennoch zeichnet sich ab, dass allein 2007 bis 2008 2.858 Studenten der First Nations die Förderung versagt wird, insgesamt rund 13.000 seit 2001.
Für die universitäre Ausbildung sorgt seit 2003 eine nationale First-Nations-Universität in Regina, in Saskatchewan. Sie musste jedoch im August 2010 drastische Sparmaßnahmen einleiten. Daneben unterrichten zahlreiche Colleges verschiedene Aspekte der indigenen Kulturen, viele arbeiten mit Forschungsinstituten, Museen, Universitäten und privaten Unternehmen, vor allem im archäologischen Bereich zusammen.
Der Druck, für eine bessere Ausbildung zu sorgen, kommt in einigen Provinzen von der demographischen Entwicklung. So wird erwartet, dass 2016 rund 45 % der Kinder in den Kindergärten von Saskatchewan indigener Abstammung sein werden. 13,5 % der Bevölkerung waren bereits 2008 Angehörige der First Nations oder Métis.